# Швидкісний автобус

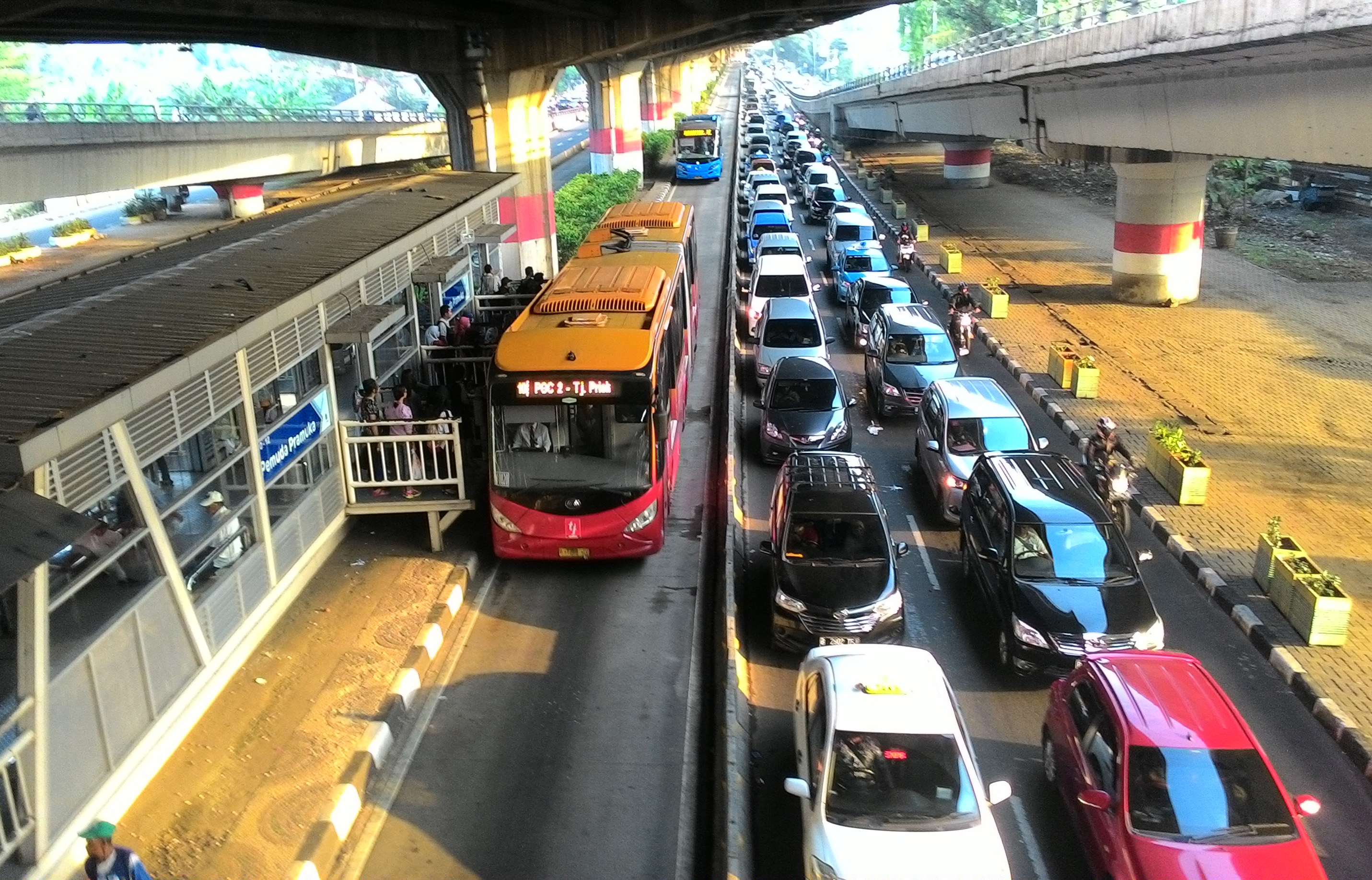
TransJakarta в Джакарті, Індонезія. Найдовша мережа швидкісних автобусних ліній у світі (230,9 км)

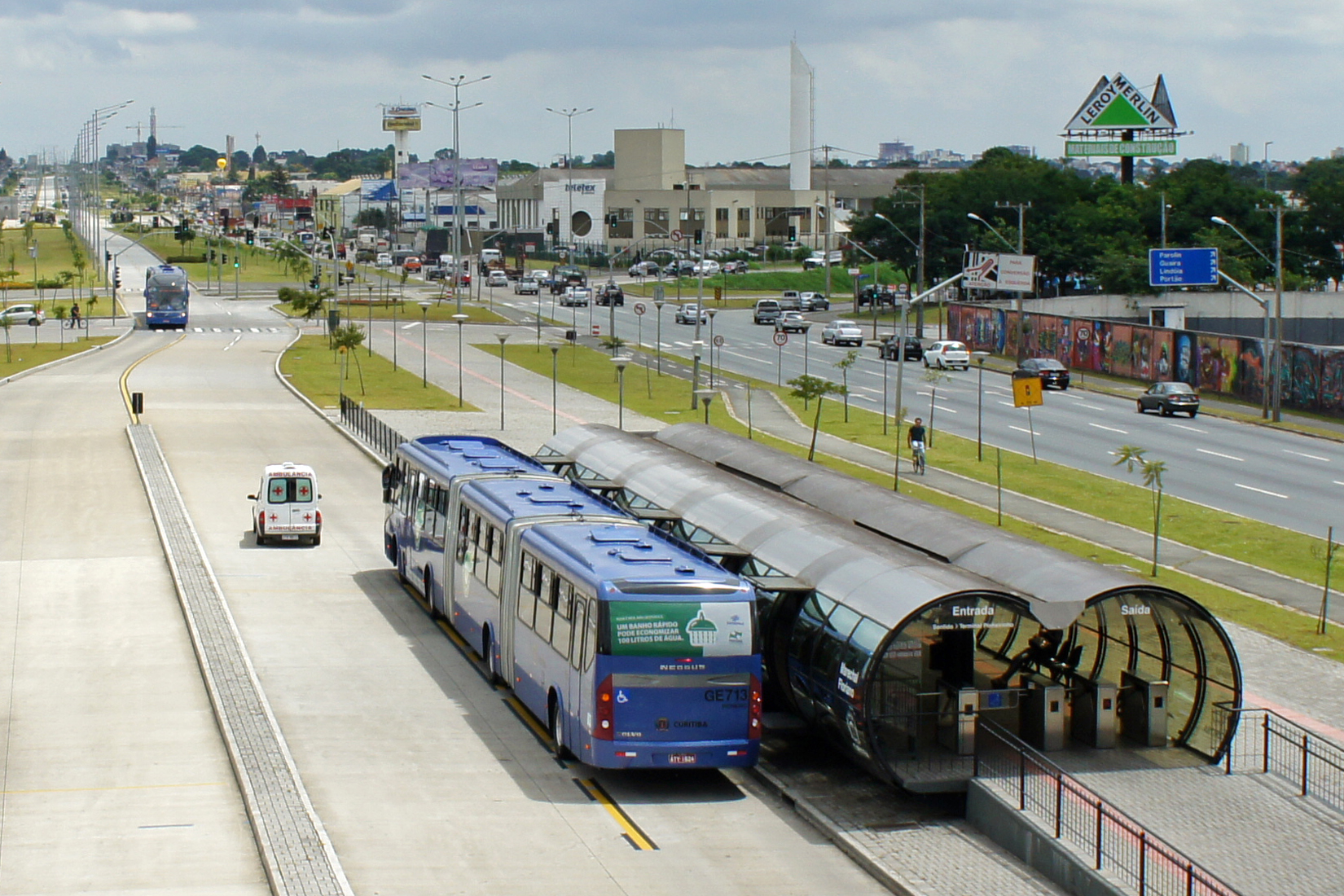
Станція пересадки для Rede Integrada de Transporte у місті Куритиба, Бразилія

Шви́дкісний авто́бус (Bus rapid transit, BRT, BRTS, busway, transitway) — система автобусних маршрутів громадського транспорту, яка пропонує швидку, комфортну і економну послугу із перевізною спроможністю на рівні метрополітену. Іноді використовуються терміни «швидкісні автобусні перевезення» (ШАП) або «швидкісна автобусна система» (ШАС).
Так само, як і термін «швидкісний трамвай», «швидкісний автобус» не є назвою якогось одного транспортного засобу. Це складна транспортна система, яка включає смуги, зарезервовані для автобусів; автобусний парк, зазвичай складений з автобусів підвищеної місткості; систем моніторингу та керування рухом, включаючи можливість надання автобусам пріоритету на перетинах вулиць і доріг. Система також передбачає й інші заходи для прискорення посадки і висадки пасажирів, придбання проїзних квитків тощо. Швидкісний автобус поєднує місткість і швидкість легкорейквого транспорту або метрополітену з гнучкістю, дешевими експлуатаційними витратами і простішим обслуговуванням автобусного транспорту.
Першою мережею BRT була бразильська Rede Integrada de Transporte (Об'єднана транспортна мережа) у місті Куритиба (Бразилія), відкрита 1974 року. Вона започаткувала виникнення численних подібних мереж у Бразилії та у всьому світі. Станом на 2017, автобусні лінії існували у 164 містах на п'яти континентах. Загальна мережа простягалася на 4811 км, понад 32 млн осіб щоденно користувалися нею. Латинська Америка має найбільше міст зі швидкісними автобусними лініями — 54. Майже половина з них — 21 — знаходяться у Бразилії. Найбільше пасажирів цих ліній також у країнах Латинської Америки: Бразилія — 11,9 млн, Колумбія — 3,1 млн, Мексика — 2,4 млн. В інших регіонах перші місця посідають Китай (4,4 млн) та Іран (2,4 млн). Транспортна система TransJakarta у Джакарті (Індонезія) є найдовшою у світі — 230,9 км.

## Термінологія
Наразі українська термінологія ще не стандартизована, головним чином через відсутність подібних автобусних ліній в Україні. У США та Китаї найчастіше вживана абревіатура «BRT», в Індії — «BRTS» (BRT System), в Європі та Індонезії — «busway»; в Австралії — «T-Way» (скорочення від Transit Way); тоді як на Британських островах можуть називати «quality bus».
Окремим терміном — BRT creep — називаються деградовані системи швидкісного автобуса, коли рівень сервісу опустився нижче показників, визначених Інститутом транспорту та розвитку (англ. Institute for Transportation and Development Policy — ITDP).
Швидкісний автобус має один або кілька коридорів. Коридор — це ділянка дороги або кількох доріг чи вулиць, що утворюють неперервний маршрут. Щоб коридор вважався таким, він повинен:
- мати ділянку, відділену від проїзної частини загального користування, завдовжки не менш ніж 3 км. Це можуть бути відокремлені смуги руху на дорогах загального користування, або окрема дорога, включаючи естакаду або відкритий тунель;
- отримати не менше 4 балів за відокремлену смугу руху ;
- отримати не менше 4 балів за геометрію смуг руху;
- отримати сумарно не менше 20 балів за п'ять основних елементів системи BRT[2].

## Історія

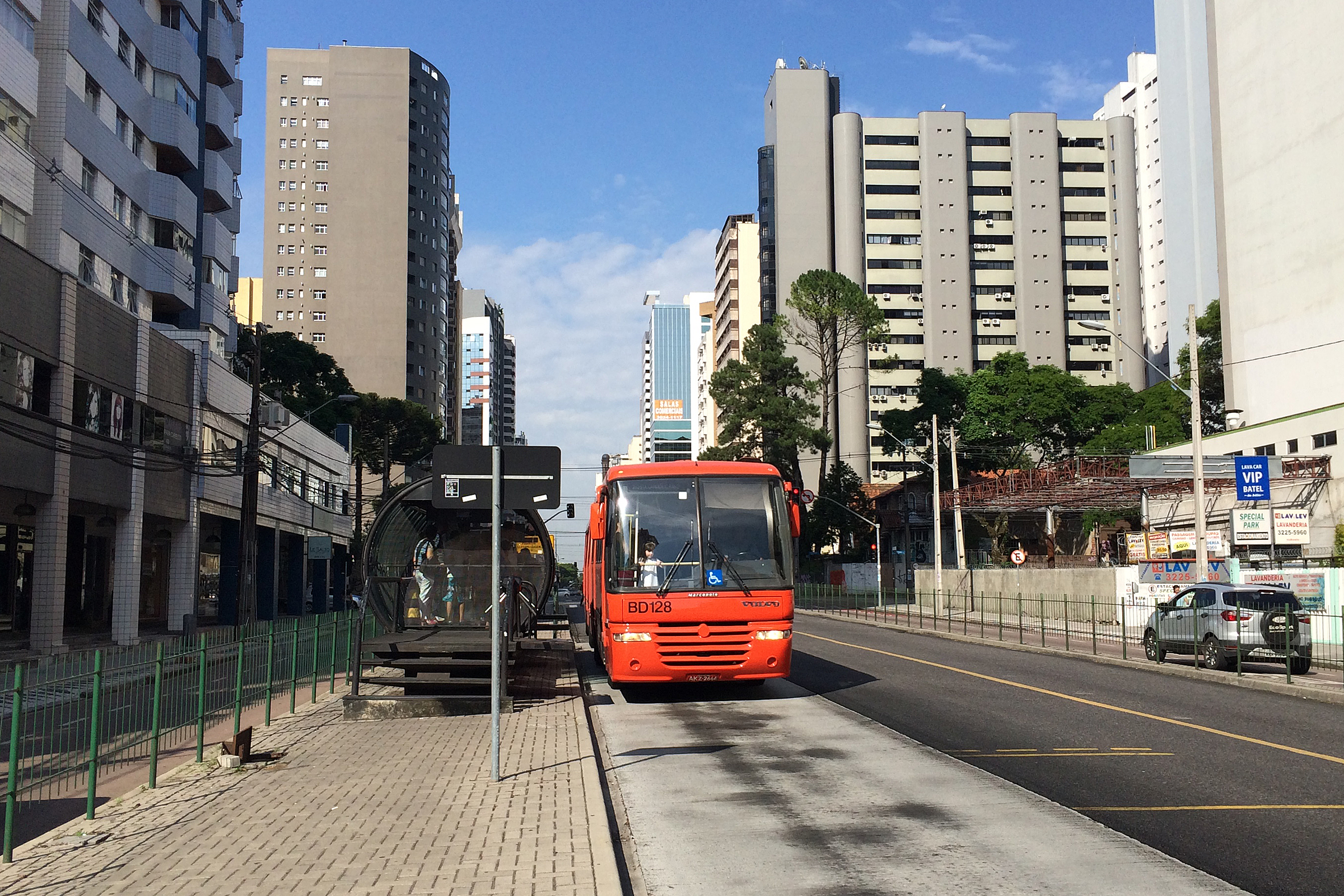
Перший у світі швидкісний автобус був відкритий 1974 року в місті Куритиба, Бразилія

Хоча швидкісний автобус і рекламується як нова, революційна, інноваційна концепція громадського транспорту, ця ідея в різних формах реалізовувалася ще з 1930 років, наприклад у Чикаго 1937 року. Пізніше, у 1960-х General Motors досить активно лобіював цю систему.
Спрощені форми такої транспортної системи можна було знайти майже в кожному великому місті США. Це були автобусні маршрути з обмеженою кількістю зупинок, експрес-маршрути, Виділені смуги руху, перевага при проїзді сигналізованих перехресть тощо. Наприклад, у місті Сент-Луїс, (штат Міссурі) трамвайна лінія була перероблена для автобусних маршрутів.
Першою у світі системою швидкісного автобуса заведено вважати Rede Integrada de Transporte (RIT, «Integrated Transportation Network»), що була збудована 1974 в місті Куритиба (Бразилія).
Більшість елементів, що згодом стали стандартом для швидкісного автобуса, були запропоновані головним архітектором Жейме Лернером. Розвиток бразилійської системи був поступовим. На початку по центру головних артеріальних доріг була прокладена мережа відділених автобусних ліній. 1980 були долучені колекторні та міжзональні маршрути. 1992 була впроваджена зовнішня оплата проїзду, споруджені криті зупинки й однорівневі платформи посадки-висадки пасажирів. Інші системи продовжили інновації: формування автоколон, коли три автобуси нерозривно рухалися одним маршрутом, зупинялися, знову рухалися і проходили сигналізовані перехрестя, як одна колона в Порту-Алегрі, смуги обгону та експрес маршрути в Сан-Паулу.
1995 року в столиці Еквадору Кіто відкрилася лінія швидкісного тролейбуса.
Наступний якісний поступ вперед був зроблений у Боготі (Колумбія), де 2000 року була відкрита система TransMilenio. У ній вперше було поєднано всі найкращі елементи швидкісного автобуса, завдяки чому була досягнута найвища у світі провізна спроможність і швидкість перевезення пасажирів. Успіх TransMilenio спонукав інші міста до впровадження подібних транспортних систем.
У січні 2004 перший швидкісний автобус був впроваджений в Азії — в столиці Індонезії Джакарті. Transjakarta посідає перше місце за загальною довжиною маршрутів — 330,9 км.
Перший швидкісний автобус в Африці — Lagos BRT — був відкритий у березні 2008 у Лагосі (Нігерія), втім багато експертів мали його за полегшений варіант BRT. Маршрут Rea Vaya, відкритий роком пізніше в Йоганнесбурзі, був першим справжнім швидкісним автобусом в Африці, провозячи щоденно 42 000 пасажирів.
Rea Vaya і Masivo Integrado de Occidente (MIO) (2009, Калі, Колумбія), були першими системами, що поєднували повну і змішану BRT, і які згодом об'єдналися в єдину інфраструктуру.
У Канаді перша транзитна система в складі громадського транспорту була запроваджена 1973 року в Оттаві, з відокремленими автобусними смугами і платформами для зупинок. Проте через політичні та конструктивні затримки перша повністю швидкісна лінія з'явилася лише 1983, а до 1996 було завершено заплановану транзитну систему завдовжки 31 км. У наступні роки мережа продовжувала розширюватися, а 2017 центральна частина швидкісного автобуса була перетворена у швидкісний трамвай, оскільки автобуси вже не справлялися з пасажирським потоком.
У місті Міссісога (Канада) закінчується спорудження Mississauga Transitway. Станом на 1 травня 2017 року відкрито 11 станцій зі запланованих 12. Автобуси з гібридними дизель-електричними двигунами курсують по окремо прокладених дорогах з дозволеною швидкістю 80 км/год. Всі перетини доріг автобуси проїжджають у різних рівнях, без зупинок. Лише на одній ділянці — біля центральної станції автобуси використовують загальну смугу руху. Ще на одній ділянці автобуси близько 3 км рухаються по автомагістралі.
У США спорудження швидкісного автобуса почалося 1977 року у Піттсбурзі. Система South Busway  мала 6,9 км відділених смуг руху. Її успіх викликав появу 1983 року лінії Martin Luther King Jr. East Busway, яка відповідала всім стандартам швидкісного автобуса, включаючи 16,4 км окремої смуги, переважне право на сигналізованих перехрестях, інтервал руху в години пік — 2 хв. Після відкриття 1990 8,2 км West Busway загальна довжина Піттсбурзького швидкісного автобуса становить тепер 30 км.

## Базові елементи системи
Згідно з вимогами ITDP, щоб коридор кваліфікувався як швидкісний автобус, він повинен включати п'ять основних елементів. Вони необхідні щоб усунути причини затримок через дорожні затори, конфлікти з іншими транспортними засобами, пришвидшити операції посадки-висадки, і тим самим підвищити ефективність системи та знизити транспортні витрати. Саме за наявності таких елементів коридор швидкісного автобуса відрізняється від стандартного автобусного сервісу.

### Виділені смуги руху
Виділені смуги руху є найбільш важливим елементом коридору, особливо необхідні вони у місцях з інтенсивним рухом та стисненим транспортним потоком, тобто якраз там, де влаштувати їх є проблемою.
Відділення смуг руху може здійснюватися різними способами, але найкращий результат отримується при фізичному розділенні автобусних смуг і смуг загального користування — з використанням сітки чи іншої декоративної огорожі, бетонних бар'єрів, бордюрів. Найкардинальніший та найдорожчий спосіб — це побудова окремої дороги для швидкісного автобуса (наприклад, MiWay в місті Міссісога (Онтаріо).
Інші, нефізичні способи відділення смуг — кольорові смуги (кольоровий асфальт), суцільна розмітка.
Якщо правила дозволяють заїжджати на виділені смуги машинам таксі, нерейсовим автобусам, мотоциклам, то ці смуги не вважаються виділеними.
Таблиця 1. Бали за спосіб відділення смуг руху
| Тип відділення смуг руху для автобусів                         | Бали1 | Ваговий коефіцієнт                      |
| -------------------------------------------------------------- | ----- | --------------------------------------- |
| Фізичне відділення                                             | 8     | % довжини коридору з виділеними смугами |
| Виділення лише кольором покриття                               | 6     | % довжини коридору з виділеними смугами |
| Виділення лише дорожньою розміткою                             | 4     | % довжини коридору з виділеними смугами |
| Смуги руху не відділені                                        | 0     | % довжини коридору з виділеними смугами |
| 1 Для статусу повноцінного коридору потрібно не менше 4 балів. |       |                                         |

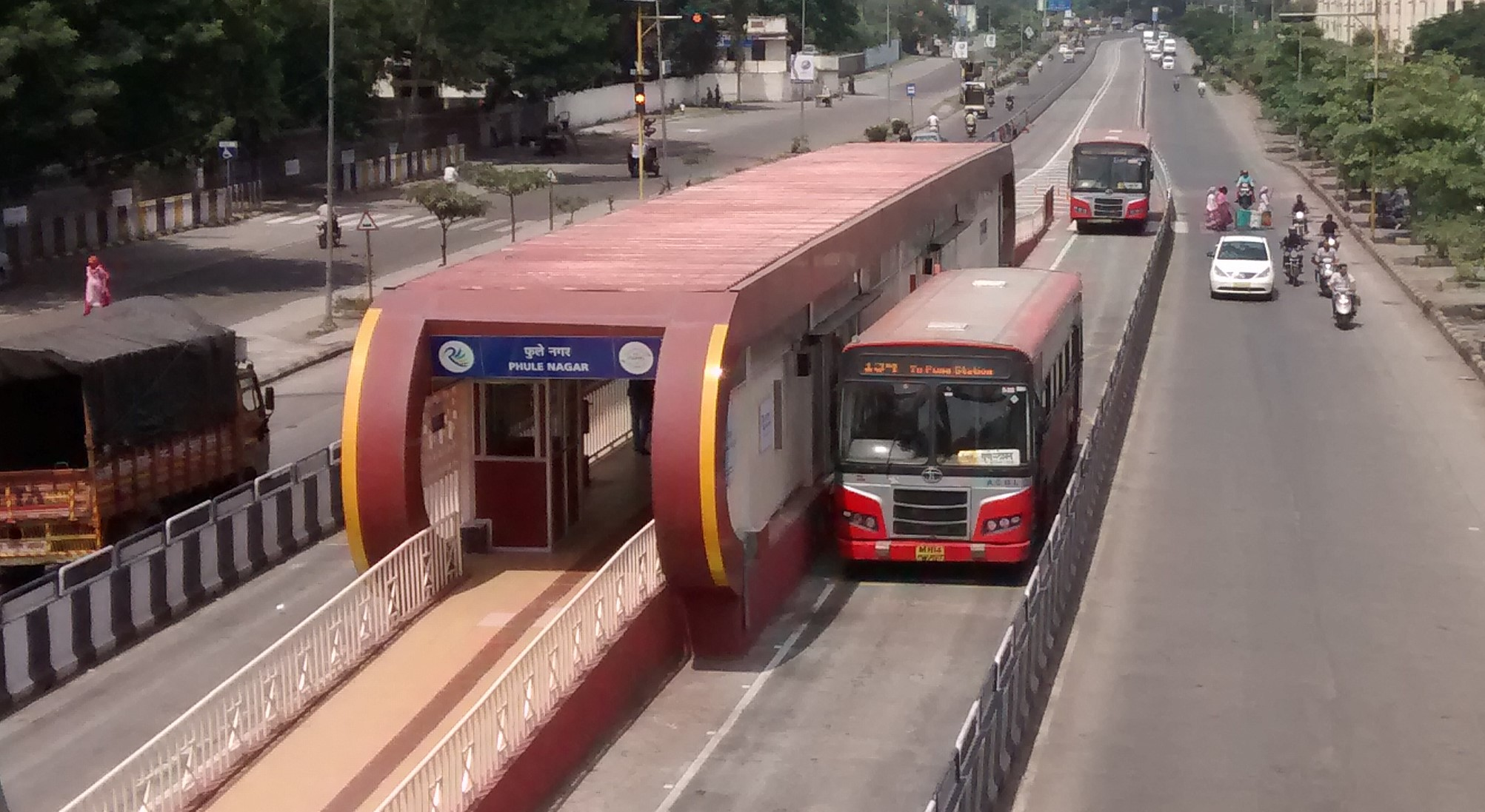
Смуги для автобусів фізично відділені від загальних смуг руху (місто Пімпрі-Чинчвад, Індія).
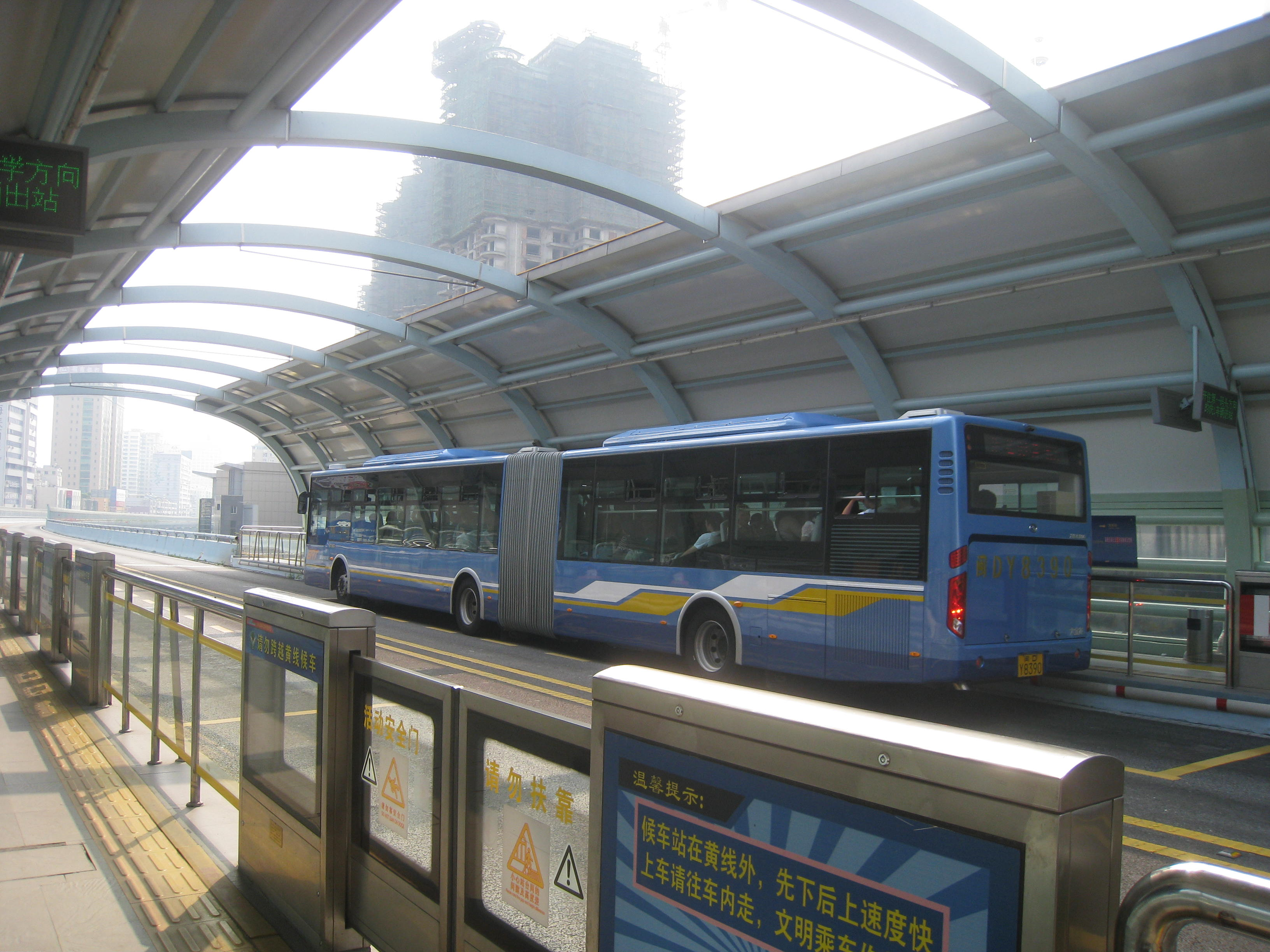
Дорога для швидкісного автобуса винесена на окремий рівень (місто Сямень, Китай).
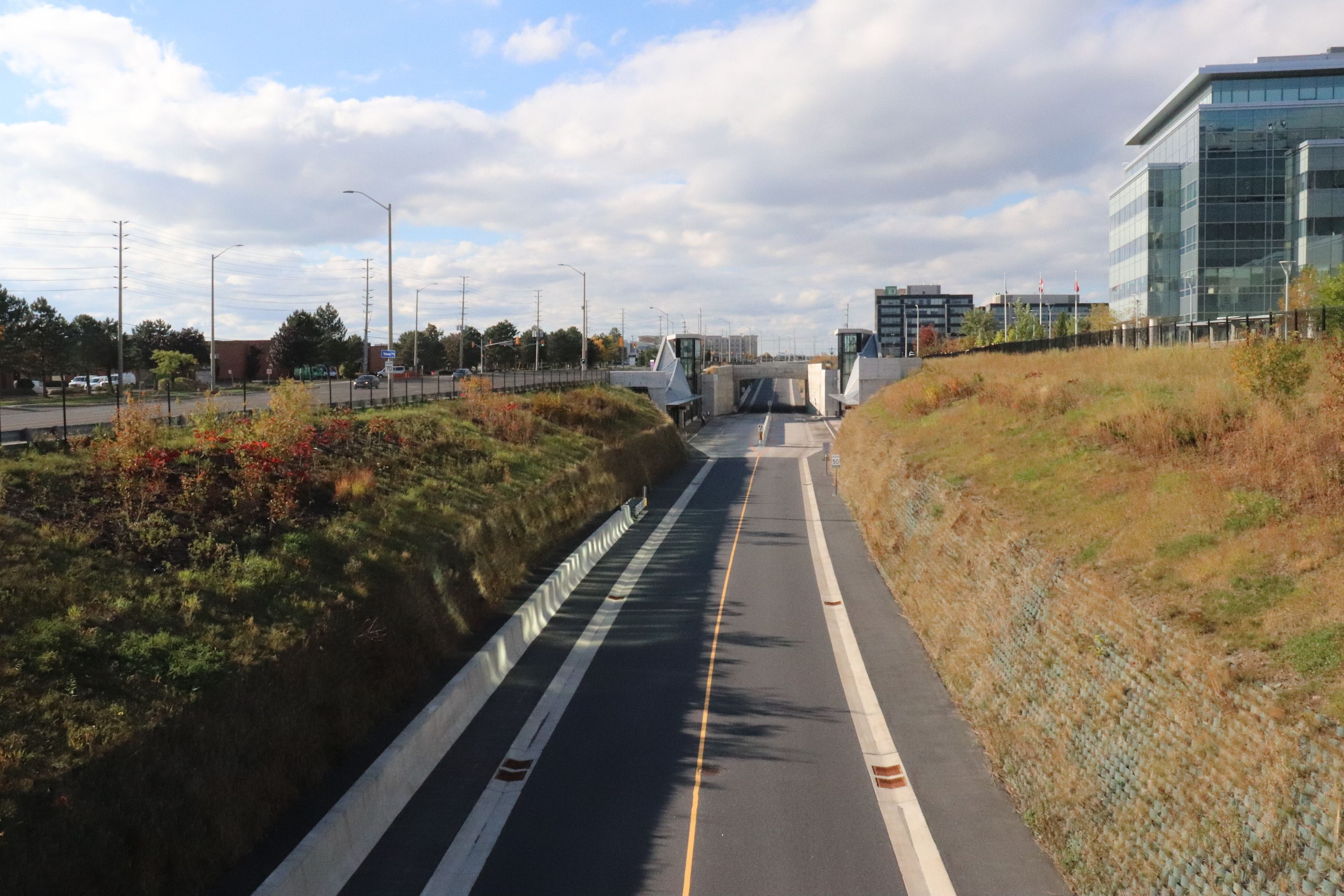
Окрема дорога (відкритий тунель) для MiWay (Міссісога, Онтаріо).
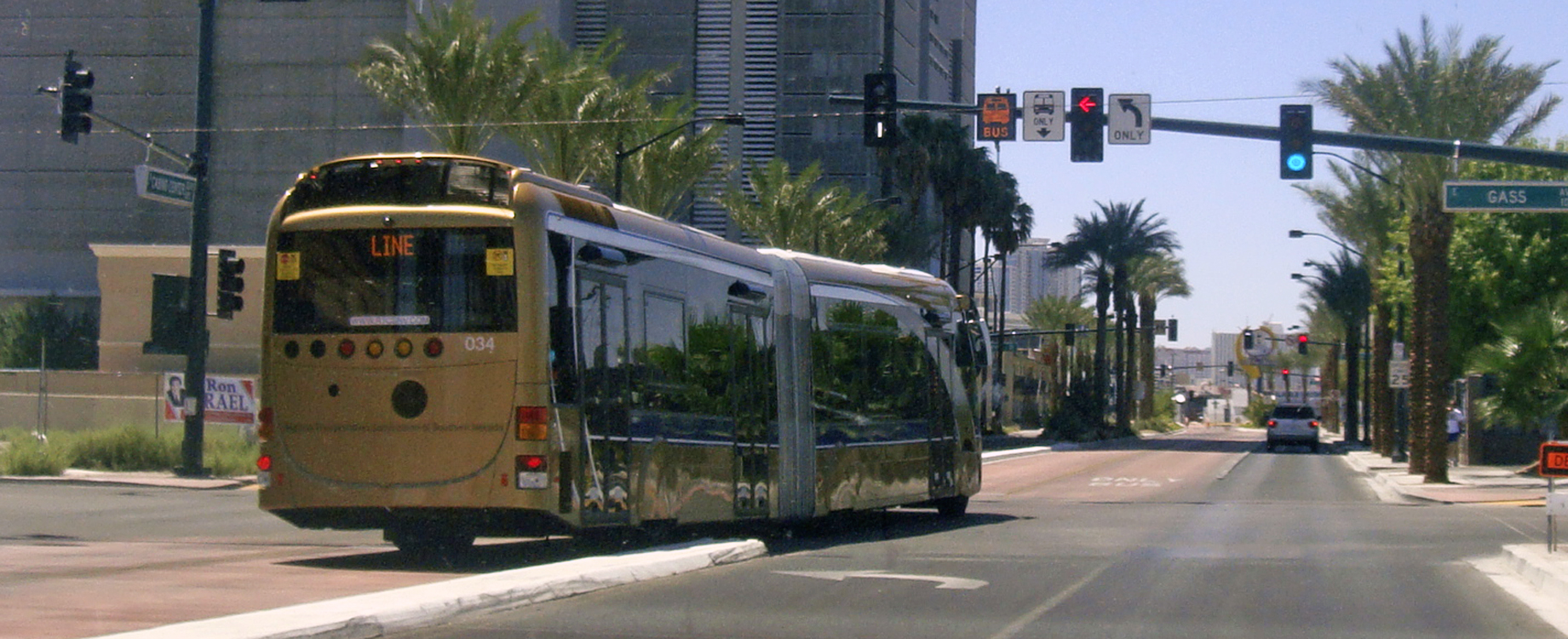
Автобусні смуги виділені кольором і бордюром (Лас-Вегас, США).

### Геометрія смуг руху
У більшості випадків найкраще розміщення виділеної смуги руху — посередині дороги загального призначення. І найбільш невигідне — крайня права смуга, що суміжна з бордюром. Припарковані автомобілі, і ті, що зупиняються для доставки товарів, велосипедисти, автомобілі, що повертають праворуч на перехрестях, — всі вони створюють дуже несприятливі умови руху для автобусів. Водії змушені часто зупинятися, об'їжджати, виходити зі своєї смуги.
Таблиця 2. Бали за геометрію виділених смуг руху
| Конфігурація коридору | Бали1 | Ваговий коефіцієнт                      |
| --- | ----- | --------------------------------------- |
| Тип 1 |       | % довжини коридору з виділеними смугами |
| Смуги посередині дороги для руху у двох напрямках Смуги паралельно бордюрам при абсолютній перевазі наданій автобусам Смуги паралельно бордюрам при відсутності тротуарів (наприклад, паркова зона)                                              | 8     | % довжини коридору з виділеними смугами |
| Двосторонній рух автобусів по вулиці і одностороннім напрямком руху | 6     | % довжини коридору з виділеними смугами |
| Тип 2 |       | % довжини коридору з виділеними смугами |
| Смуга для автобуса посередині дороги для руху в одному напрямку | 5     | % довжини коридору з виділеними смугами |
| Смуга біля правого бордюру на дорозі, яка має паралельну сервісну смугу для локального транспорту Смуга біля лівого бордюру на сервісній дорозі, яка має центральні смуги вона повинна бути фізично відділена від інших смуг на сервісній дорозі | 4     | % довжини коридору з виділеними смугами |
| Одна смуга руху для автобусів в одному напрямку; по вулиці з двостороннім напрямком руху | 3     | % довжини коридору з виділеними смугами |
| Тип 3 |       | % довжини коридору з виділеними смугами |
| Автобус рухається по реверсивній смузі посередині дороги | 1     | % довжини коридору з виділеними смугами |
| Тип 4 |       | % довжини коридору з виділеними смугами |
| Автобус рухається по прибордюрній смузі по обох сторонах дороги | 0     | % довжини коридору з виділеними смугами |
| 1 Для статусу повноцінного коридору потрібно не менше 4 балів. |       |                                         |

### Зовнішня оплата проїзду
Зовнішня оплата проїзду означає, що оплата і контроль оплати здійснюються до посадки на автобус — на станції, або на платформі, а не в автобусі. Це усуває затримки, коли пасажири, заходячи в автобус, дістають, перераховують і кидають гроші чи проїзні жетони. Навіть використання проїзних карток, які потрібно показувати водію, викликає часті затримки, коли пасажири, зупинившись у дверях, шукають картки по кишенях чи в сумках, або коли виявляється, що картка вже недійсна.
Найбільш ефективними способами оплати вважаються наступні:
- «бар'єрний контроль», коли пасажир оплачує проїзд при вході на станцію через турнікет чи кіоск. Оплата може проводитися готівкою, проїзною кредитною карткою, або пред'явленням проїзної картки (місячної, річної). У цьому випадку відсутній контроль при безпосередній посадці на автобус і на маршруті.
- «проїзний документ» — пасажир оплачує проїзд і отримує квиток, який вже на маршруті може перевірити інспектор.

Обидва способи суттєво скорочують час посадки, але перший все ж має переваги:
- відсутні «зайці», що сідають в автобус в надії, що інспектора не буде на маршруті.
- перевірка квитків інспектором інколи викликає нервозність у пасажирів, може спровокувати конфлікт. При переповнених автобусах (як, наприклад, в TransMillenio) складно ходити по салону.
- можна автоматизовано вести облік пасажиропотоків для наступного планування та оптимізації маршрутів.

Третій спосіб — коли пасажири купують квитки поза автобусом і пред'являть їх для зчитування (наприклад, штрих-коду) електронними пристроями вже в автобусі. Це скорочує час посадки, але не настільки ефективно, як перші два способи.
Таблиця 3. Бали за спосіб оплати проїзду
| Зовнішня оплата проїзду (протягом всіх годин роботи)           | Бали1 | Ваговий коефіцієнт                                |
| -------------------------------------------------------------- | ----- | ------------------------------------------------- |
| Бар'єрний контроль                                             | 8     | % станцій на коридорі                             |
| Проїзний документ                                              | 7     | % автобусних маршрутів, що використовують коридор |
| Інспекторський контроль                                        | 4     | % автобусних маршрутів, що використовують коридор |
| 1 Для статусу повноцінного коридору потрібно не менше 4 балів. |       |                                                   |

### Проїзд перехресть
Існує кілька способів зменшення затримок автобусів на перехрестях, які полягають у збільшенні тривалості зеленої фази світлофора для швидкісного автобуса. Але найефективнішим є заборона поворотів інших транспортних засобів через смуги руху автобуса, а також зменшення кількості робочих фаз світлофорів. Сигнали пріоритету, що вмикаються при наближенні до перехрестя автобуса, можуть використовуватися для слабо завантажених доріг, але вони менш ефективні, ніж заборона перетину смуг руху автобуса.
Таблиця 4. Бали за організацію руху на перехрестях
| Рух на перехрестях                                             | Бали1 | Ваговий коефіцієнт      |
| -------------------------------------------------------------- | ----- | ----------------------- |
| Заборонений поворот через смуги руху автобуса                  | 7     | % заборонених поворотів |
| Встановлені сигнали пріоритету                                 | 2     | % перехресть в коридорі |
| 1 Для статусу повноцінного коридору потрібно не менше 4 балів. |       |                         |

### Платформи посадки та висадки

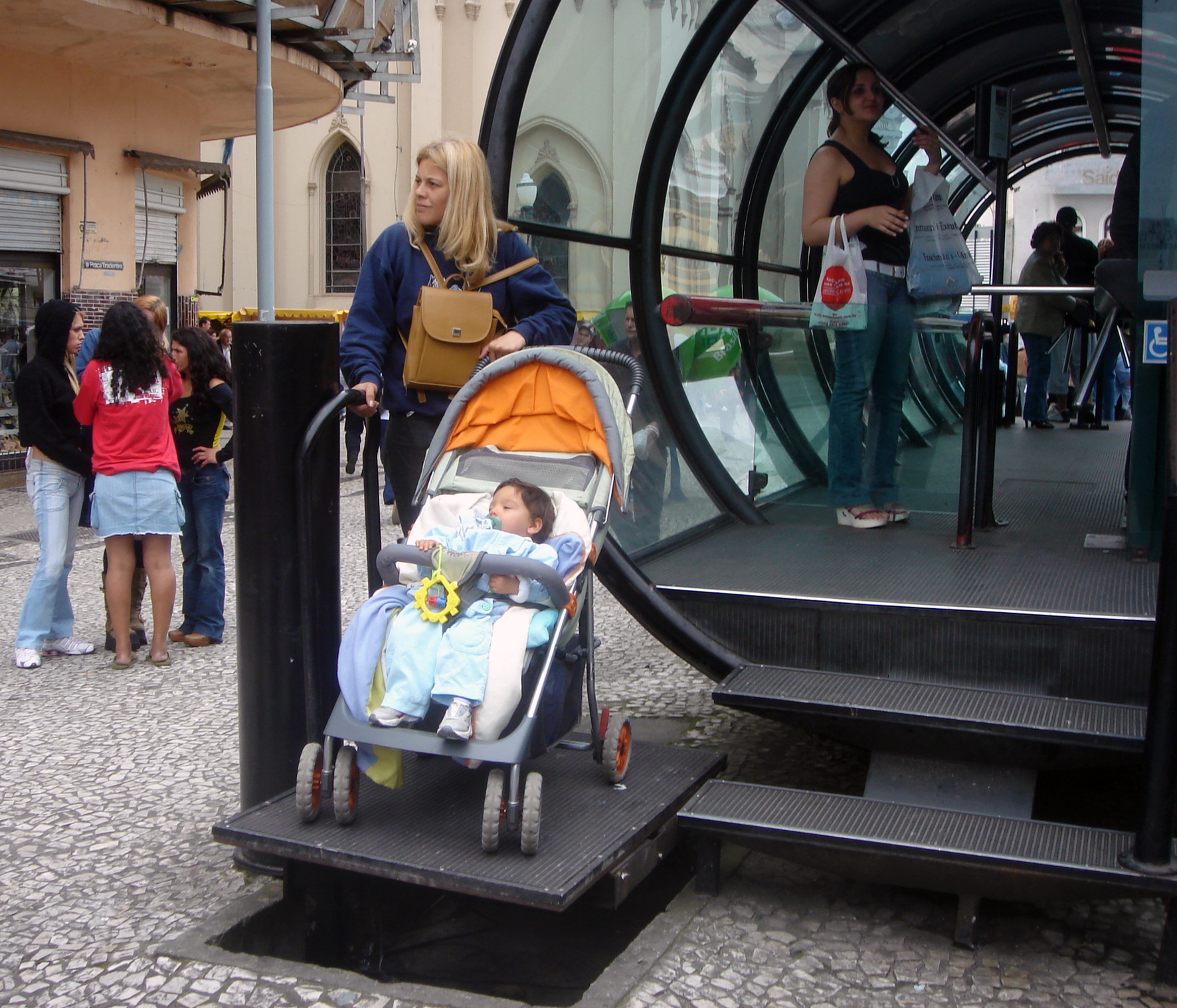
Платформа для дитячих візків. Куритиба, Бразилія

Платформа на зупинці повинна бути на одному рівні з підлогою автобуса, щоб зробити посадку швидкою і легкою, доступною для дитячих та інвалідних візків, з мінімальною затримкою у дверях.
Влаштування платформ на зупинках для автобусів з високими підлогами ускладнює зупинки цих автобусів у непризначених місцях або унеможливлює зупинки біля цих платформ звичайних автобусів з низькою посадкою. Тому такі платформи зазвичай призначені лише для швидкісних автобусів. Як і для рейкового транспорту, для людей завжди існує ризик потрапити в зазор між платформою і автобусом. Цей ризик є навіть більшим для автобусів з огляду на їх нефіксоване положення на дорозі. Одним із варіантів вирішенням цієї проблеми є влаштування паралельно до платформ касельських бордюрів.
Популярним компромісом є автобуси низької посадки з пониженою першою сходинкою, які полегшують посадку пасажирів з низьких платформ. Цей варіант може використовуватися на слабо або середньозавантажених лініях швидкісного автобуса.
Система MIO, впроваджена 2009 в Калі, використовує багатосекційні автобуси з дверима на обидві сторони. Ліві двері знаходяться на висоті платформи, а праві — на висоті тротуарного бордюру. На виділеній (ексклюзивній) смузі руху посадка і висадка пасажирів здійснюється через ліві двері, відразу на платформу. При русі по дорогах загального призначення зупинки здійснюються по правій стороні, де пасажири знаходяться на тротуарі. Щоб така система працювала потрібно щоб проїзні картки мали опцію обмеженого кредиту, наприклад, на дві поїздки. Термінали, де можна поповнити рахунок на картці, зазвичай знаходяться на станції швидкісного автобуса, тому пасажири з нульовим балансом на картці, які очікують автобус на загальних (тротуарних) зупинках, можуть зайти в автобус «в кредит» і поповнити рахунок пізніше. Ціна самої проїзної картки більша за суму кредиту, тому пасажирам не вигідно «губити» картку з від'ємним балансом. TransMilenio в Боготі також передбачає використання платформ на виділених смугах та звичайних зупинок поряд з тротуарами, але замість надання кредиту для пасажирів з «порожніми» картками пропонується дуже широка мережа з 4 тисяч пунктів, де можна поповнити рахунок. Основна перевага такої системи — на головних зупинках не утворюються черги до терміналів
Таблиця 5. Бали за платформи посадки-висадки
| Вид платформ                                                                  | Бали1 | Ваговий коефіцієнт                   |
| ----------------------------------------------------------------------------- | ----- | ------------------------------------ |
| Підлога автобусів на рівні платформи (максимальне перевищення — 4 см)         | 7     | % автобусів, що обслуговують коридор |
| Станції мають заходи для зниження зазору між платформами і підлогою автобусів | 6     | % станцій у коридорі                 |
| 1 Для статусу повноцінного коридору потрібно не менше 4 балів.                |       |                                      |

## Додаткові елементи

### Автобуси підвищеної місткості
Для швидкісного автобуса можуть використовуватися автобуси підвищеної місткості — дво- або трисекційні, або тролейбуси, з кількома дверима для прискорення посадки-висадки. Можуть також експлуатуватися двоповерхові автобуси.

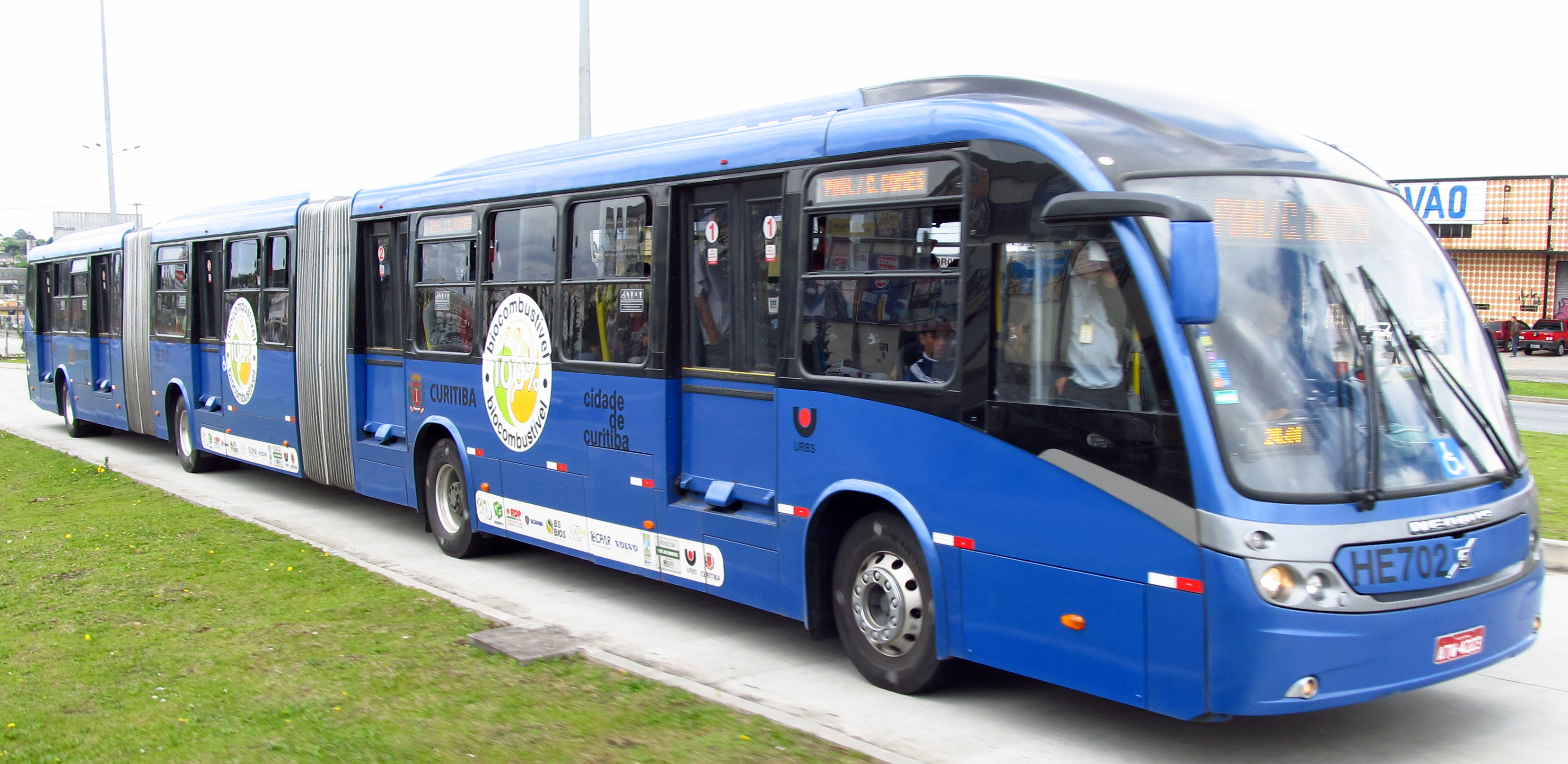
Трисекційний автобус у Куритибі (Бразилія).
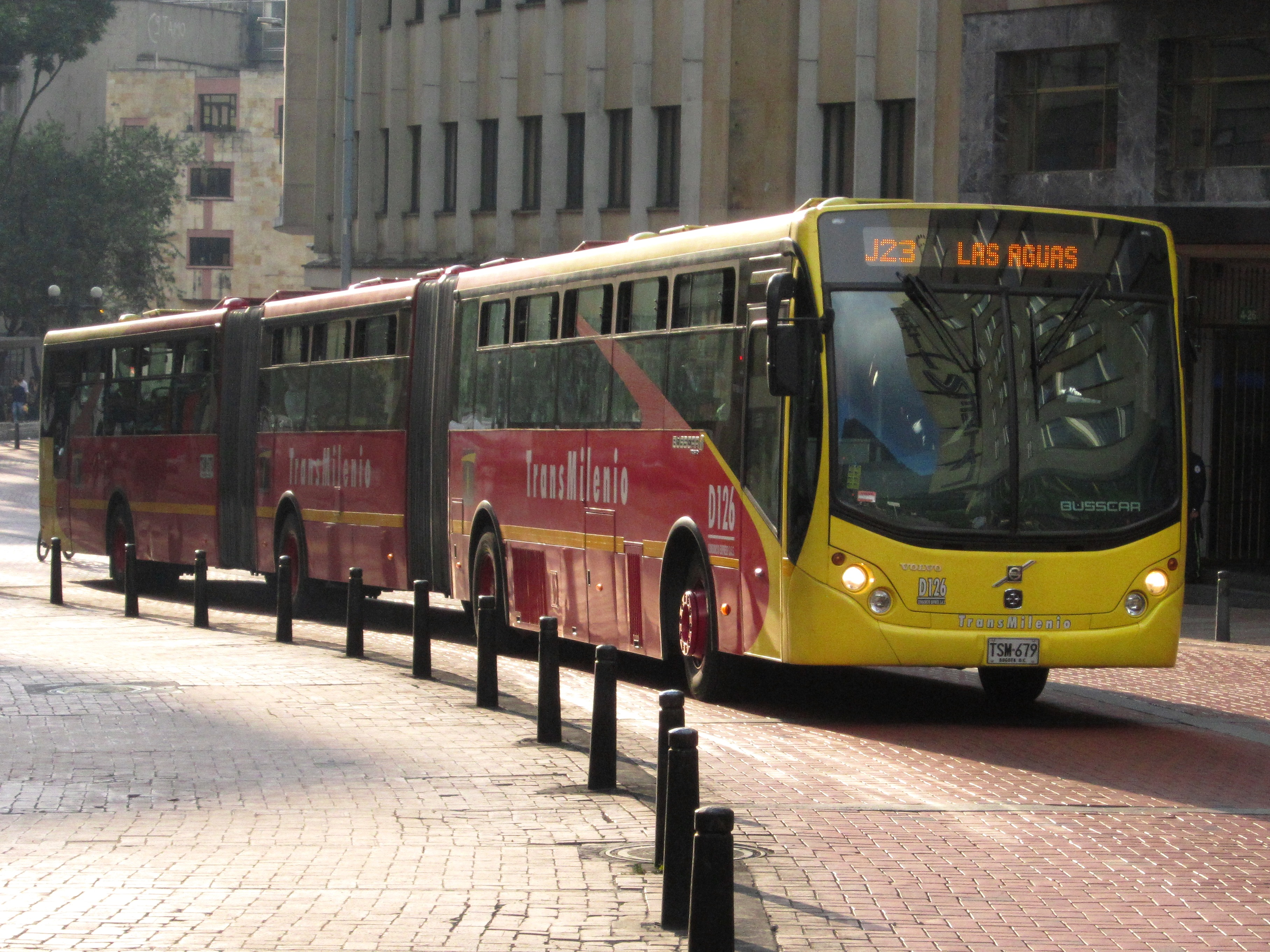
Трисекційний автобус у Боготі (Колумбія).
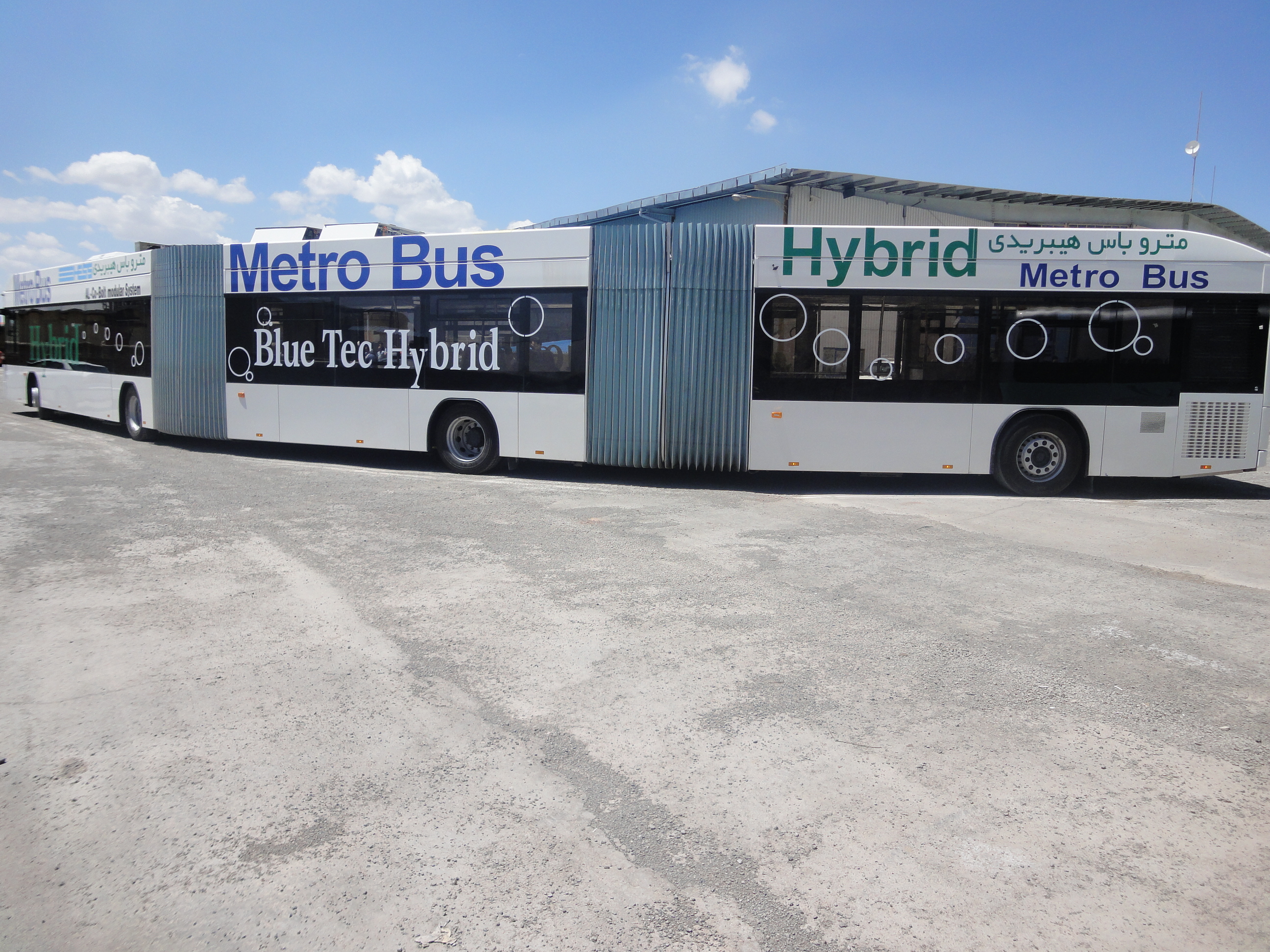
Трисекційний автобус у Тегерані (Іран).
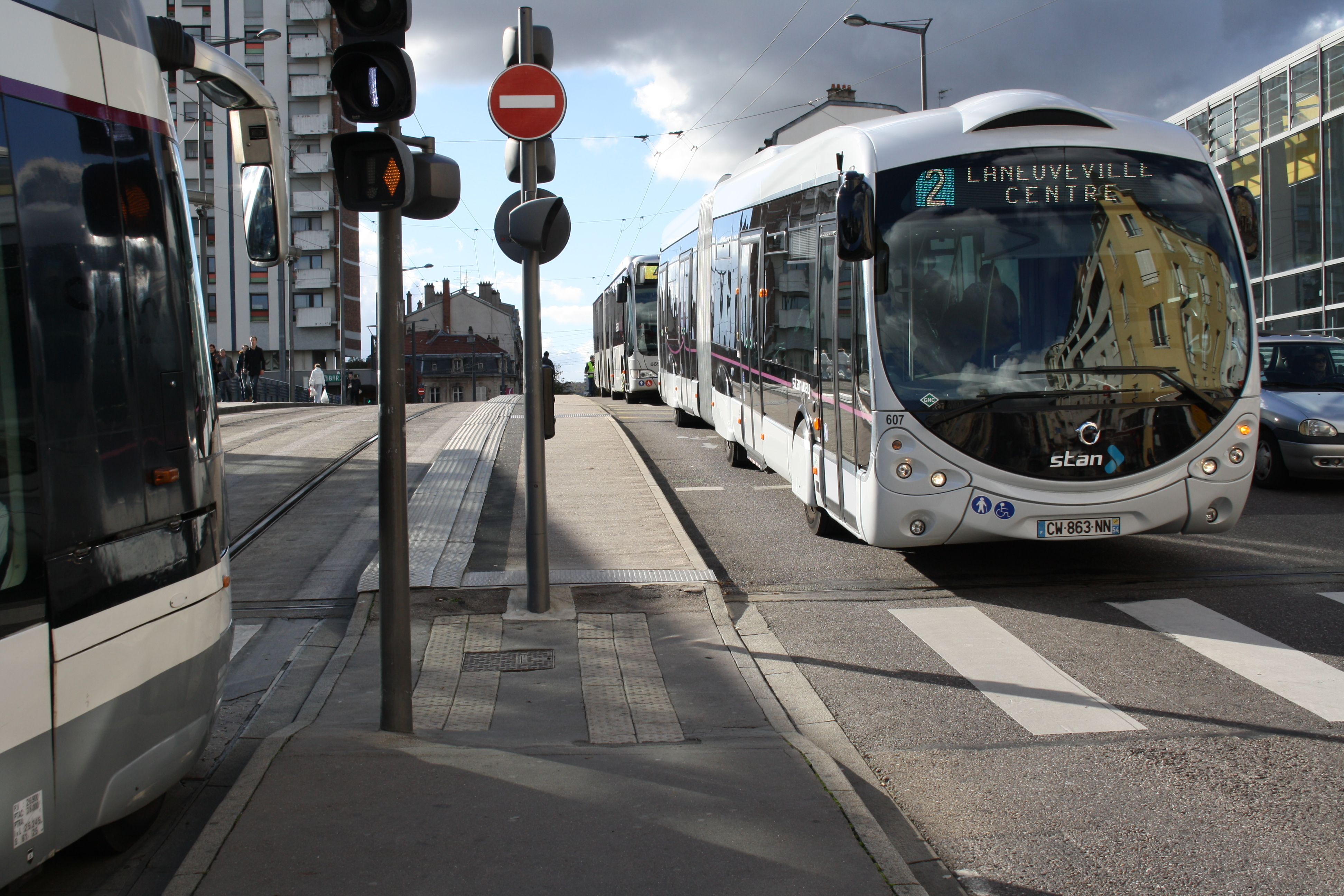
Трисекційний автобус у Нансі (Франція).
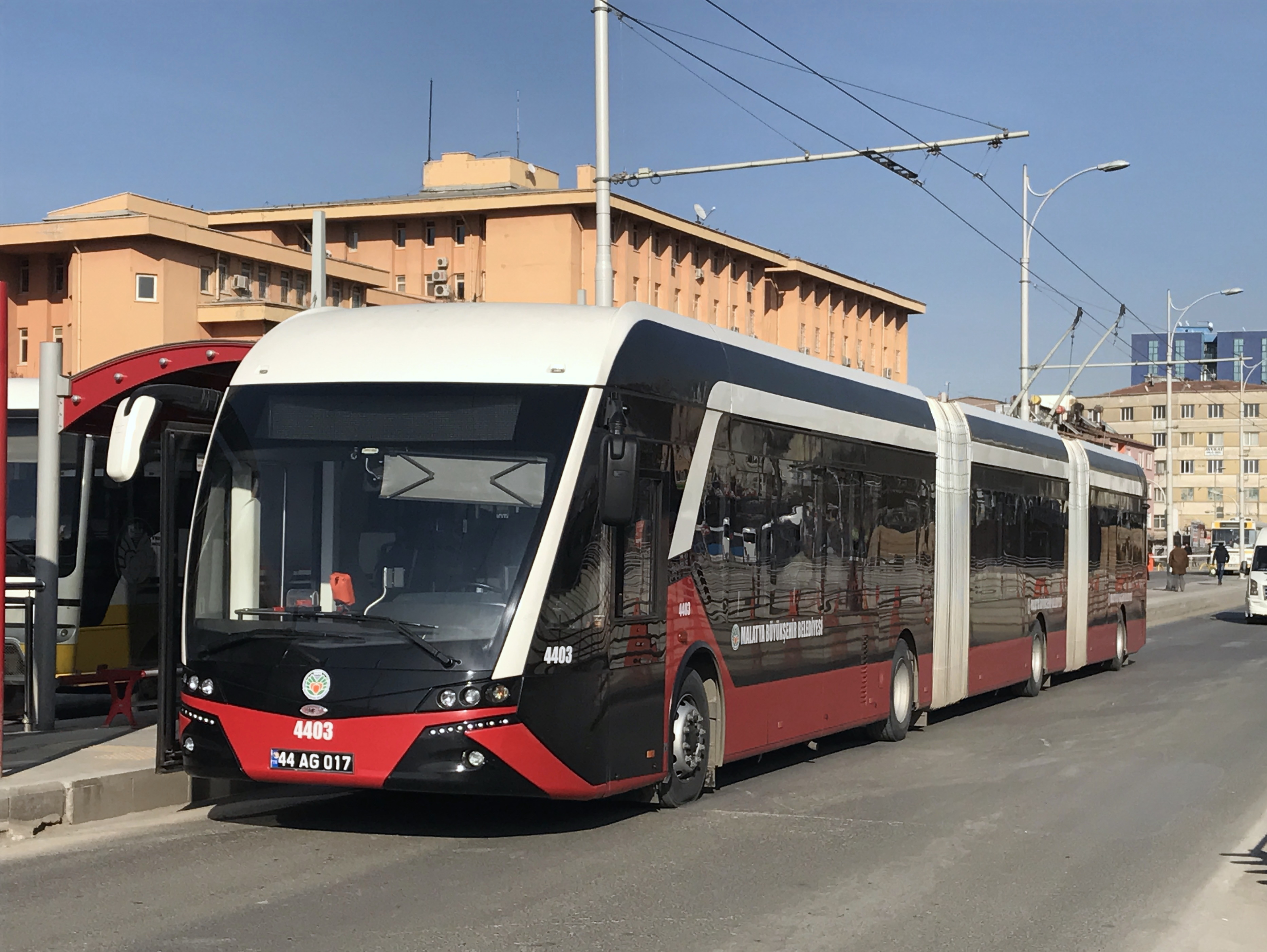
Трисекційний тролейбус у Малатья (Туреччина).
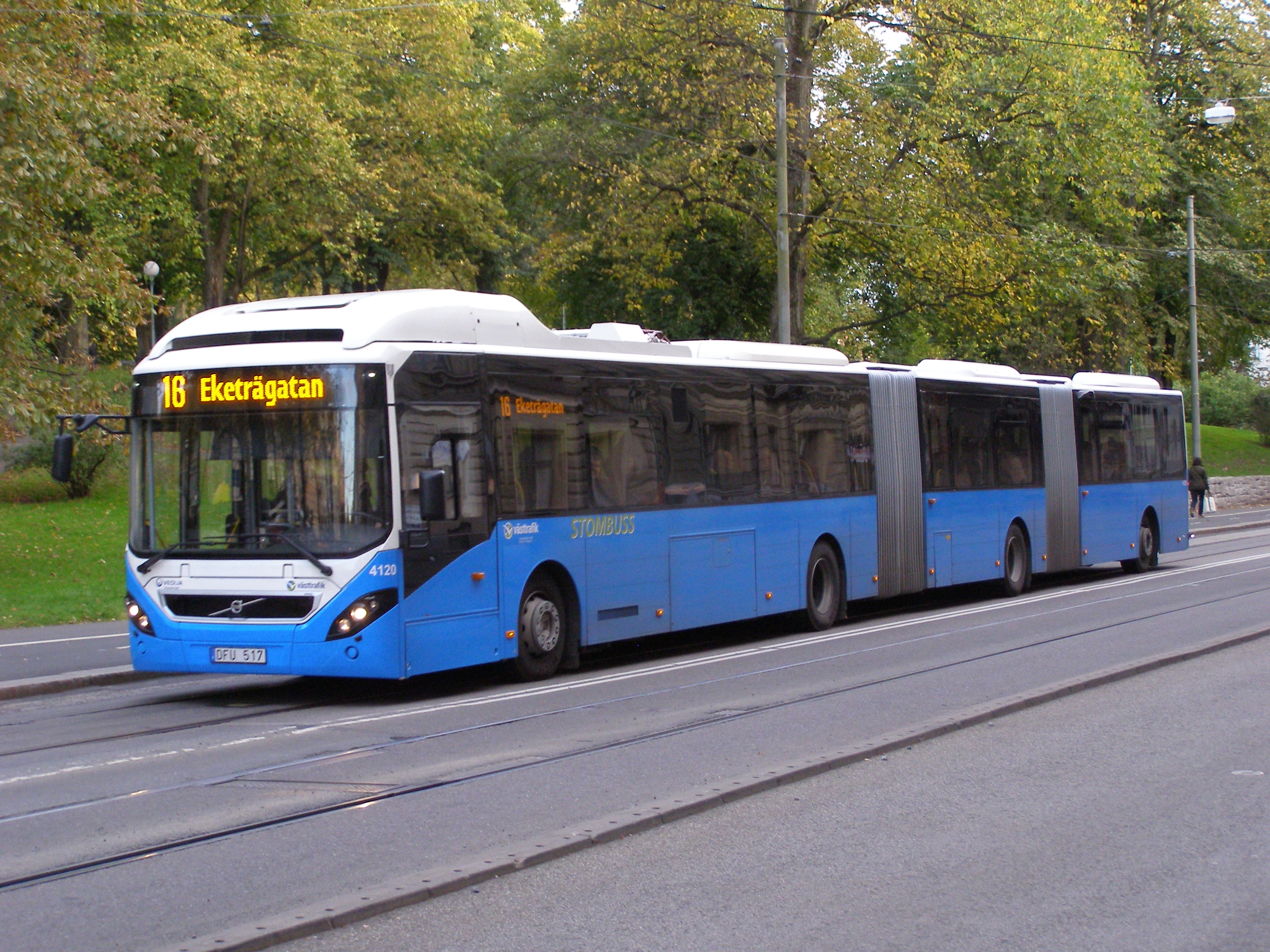
Трисекційний тролейбус у Гетеборг (Швеція).

### Станції

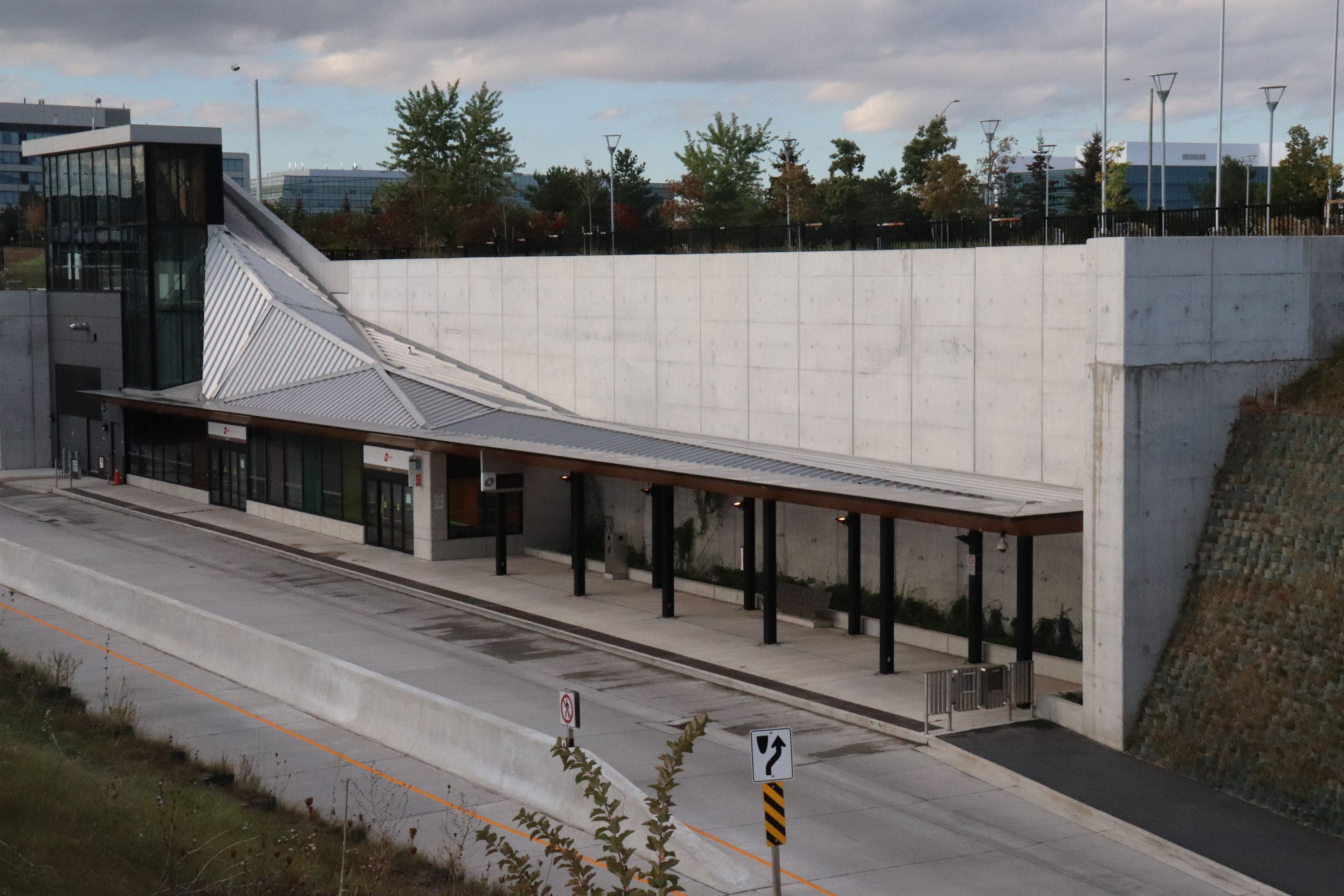
Станція Tahoe у Міссісозі (Онтаріо). Стиль, в якому виконані всі станції MiWay

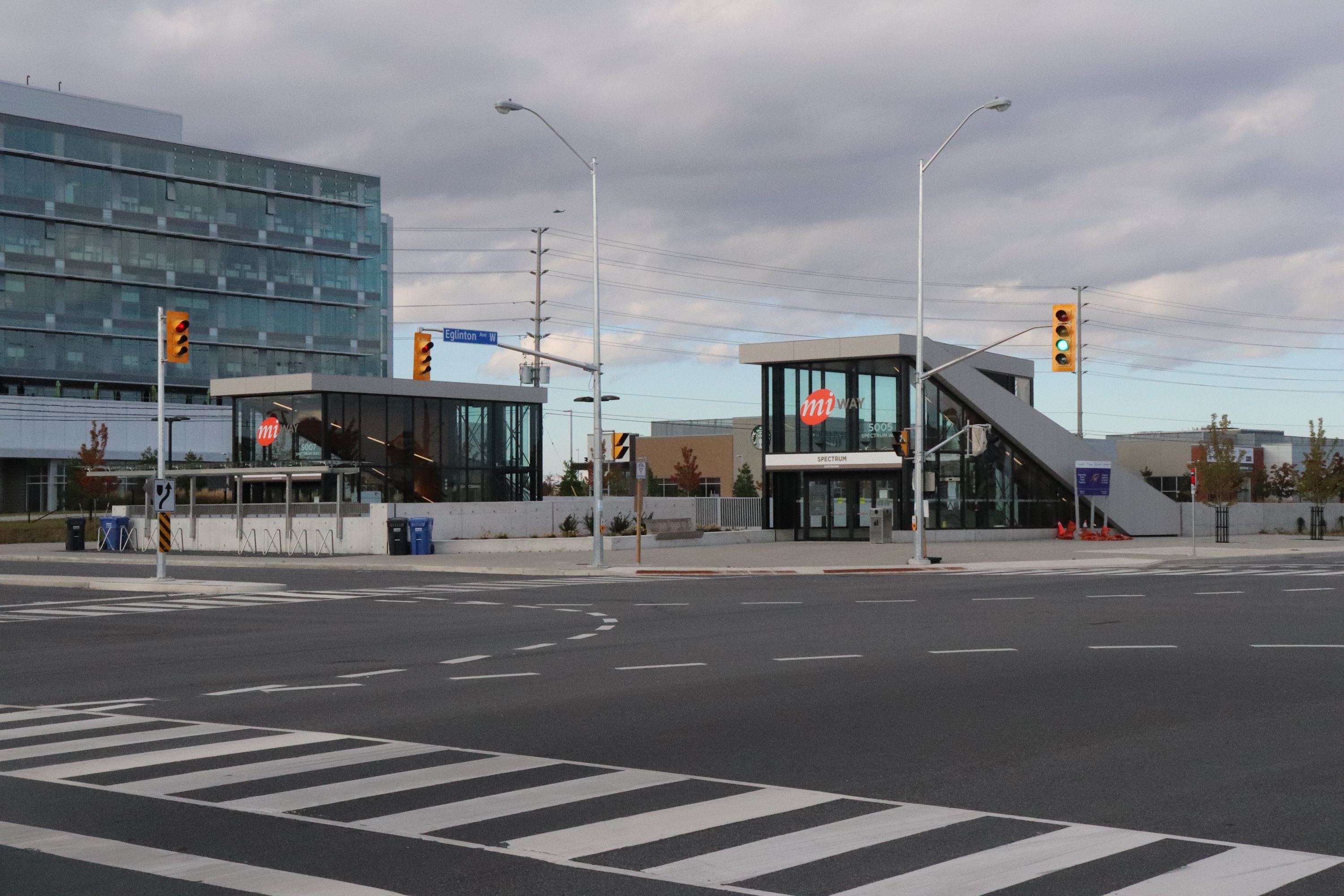
Станція Spectrum в Етобіко (Онтаріо)

Зупинки та станції є істотною частиною інвестицій у швидкісний автобус. Вони включають сучасне архітектурне оформлення (скло, метал, декоративний бетон), автоматичні рухомі скляні двері, ескалатори, термінали для продажі квитків чи поповнення проїзних карток, інформаційні панелі, місця для паркування велосипедів та інші елементи. Зазвичай платформи на станціях розміщені на рівні підлоги автобусів. Система оплати за проїзд аналогічна до підземного метро — пасажири здійснюють оплату до виходу на платформу посадки. Прикладом високого рівня обслуговування є системи TransMilenio в Боготі (після 2000 року),
MIO в Калі (після 2008 року), Metrolinea (після 2009 року) в Букараманґа (Колумбія), Megabús (після 2009 року) в Перейра, (Колумбія). Подібний дизайн використаний також в Rea Vaya в Йоганнесбурзі.
Назва «станція», що в більшості країн означає закрите від негоди зі всіх сторін приміщення, у Північній Америці може означати як закриті зони очікування у Оттаві чи Клівленді, так і великі перекриті лише дахом зони очікування у Лос-Анджелесі та Сан-Бернардіно (США).

### Оригінальність та унікальність
Оригінальний та легко впізнаваний стиль автобусів, зупинок та станцій може підвищити їх привабливість для пасажирів. Цьому ж служать й унікальні назви систем у різних містах, наприклад Viva, Max, TransMilenio, Metropolitano, Select, MiWay.
Мобільні додатки до смартфонів стають все популярнішими і дозволяють планувати маршрут з урахуванням ситуації на дорогах міста. Transit і Moovit — приклади таких додатків, що доступні у багатьох містах світу. Деякі оператори, наприклад TransMilenio, розробляють власні програми. Ці додатки містять також розклади руху всіх видів громадського транспорту, що доставляють пасажирів на пересадку до швидкісного автобуса, як, наприклад, SITP (Sistema Integrado de Transporte Público або Public Transit Integrated System) у Боготі.

## Показники якості
Якість сервісу швидкісного автобуса вимірюється кількома показниками. Інститут транспорту та розвитку (ITDP) розробив стандарт для оцінки транспортного коридору. Остання редакція стандартів була опублікована 2016 року. Віддаючи данину традиції, що перший швидкісний автобус був відкритий у Бразилії, всі документи ITDP публікуються англійською та португальською мовами.
Щороку за сумою окремих показників складають рейтинг транспортних коридорів, які задовольняють мінімальні вимоги інституту. Найвища оцінка рейтингу — «золотий» рівень. У таблиці наведені найкращі швидкісні автобуси 2014 року:
| Місто, Країна                                                          | Транспортна система | Транспортний коридор        | Довжина коридору км | Кількість станцій | Пасажиропотік за добу | Рейтинг1 | Медаль |
| ---------------------------------------------------------------------- | ------------------- | --------------------------- | ------------------- | ----------------- | --------------------- | -------- | ------ |
| Белу-Оризонті, Бразилія                                                | Move                | Cristiano Machado           | 6,7                 | 10                | 23 000                | 86       | Золото |
| Ріо-де-Жанейро, Бразилія                                               |                     | TransCarioca                | 39                  | 47                | 450 000               | 86       | Золото |
| Гватемала, Гватемала                                                   | Transmetro          | Linea 12 — Eje Sur          | 13                  | 15                | 180 000               | 85       | Золото |
| Мехіко, Мексика                                                        | Metrobús            | Línea 5                     | 10                  | 18                | 70 000                | 82       | Срібло |
| Белу-Оризонті, Бразилія                                                | Move                | Antônio Carlos/Pedro        | 16                  | 35                | 400 000               | 79       | Срібло |
| Ріо-де-Жанейро, Бразилія                                               |                     | TransOeste                  | 52                  | 74                | 340 000               | 77       | Срібло |
| Сямень, Китай                                                          | Xiamen              | BRT 1                       | 33,4                | 21                |                       | 74       | Срібло |
| Гватемала, Гватемала                                                   | Transmetro          | Eje Central                 | 11,7                | 7                 |                       | 73       | Срібло |
| Ченду, Китай                                                           | Chengdu             | Erhuan Lu                   | 28,8                | 29                |                       | 72       | Срібло |
| Мексико-сіті, Мексика                                                  | Mexibús             | L3 Pantitlán-Chimalhuacan   | 14,5                | 27                | 130 000               | 72       | Срібло |
| Каракас, Венесуела                                                     | BusCaracas          |                             | 12,7                | 11                | 30 000                | 72       | Срібло |
| Іль-де-Франс, Франція                                                  | Trans-Val-de-Marne  | TVM                         | 19,7                | 32                | 43 5002               | 71       | Срібло |
| Джакарта, Індонезія                                                    | Transjakarta        | Corridor 1                  | 12,9                | 20                |                       | 71       | Срібло |
| Буенос-Айрес, Аргентина                                                | Metrobus            | 9 de Julio                  | 3,5                 | 13                | 250 000               | 70       | Срібло |
| Уберландія, Бразилія                                                   | SIT                 | Corredor Estrutural Sudeste | 7,5                 | 13                | 22 000                | 70       | Срібло |
| Стамбул, Туреччина                                                     | Metrobüs            | Avcılar — Söğütlüçeşme      | 52                  | 45                | 800 000               | 70       | Срібло |
| 1 Максимальна величина рейтингу становить 100 балів 2 Дані за 2009 рік |                     |                             |                     |                   |                       |          |        |

Таблиці рейтингів за 2013 та 2014 роки сильно різняться. У 2013 було 9 золотих і 22 срібні медалі. Зменшення кількості транспортних коридорів на призових місцях пояснюється як підвищенням вимог до них, так і погіршенням стану транспортних систем.
Інші показники, що враховуються при оцінці швидкісних автобусів:
- Інтервал руху автобусів — це середній часовий інтервал для одної лінії. Автобуси можуть курсувати з мінімальним інтервалом менше ніж 10 секунд, але середній інтервал для TransMilenio для перехресть становить 13 секунд[54] і 14 секунд для найзапрудженої частини Metrobus у Стамбулі.
- Місткість засобів перевезення, що може становити від 50 для звичайних автобусів до 200 для багатосекційних з урахуванням стоячих місць[en]. Merobus у Стамбулі експлуатує Mercedes-Benz Citaro і Mercedes CapaCity місткістю, відповідно, 100 і 193 пасажири.
- Ефективність обслуговування пасажирів на станціях. Великі пасажиропотоки вимагають станцій більшого розміру на пересадкових пунктах.
- Ефективність доставки пасажирів до швидкісного автобуса з віддалених від системи районів.
- Потреба у місцевих пасажирах. Без них не реалізується повністю потужність швидкісних автобусів.

На основі даних про мінімальний інтервал руху і максимальну завантаженість автобусів теоретичний максимум пасажиропотоку, виражений у кількості перевезених пасажирів за годину в одному напрямку для одного маршруту (англ. Passengers per hour per direction — PPHPD) становить приблизно 90 000 пасажирів (250 пасажирів в автобусі, інтервал руху — 10 секунд). У реальних умовах система TransMilenio утримує світовий рекорд 35 000 — 40 000 PPHPD. Більшість інших систем працюють з навантаженням від 15 000 до 25 000 PPHPD.

### Порівняння зі швидкісним трамваєм та метро
Після відкриття першого швидкісного автобуса в 1974 адаптація цієї системи для інших міст йшла досить повільно, оскільки побутувала думка, що потужність швидкісного автобуса не перевищує 12 000 PPHPD. Така потужність рідко потрібна в США та Канаді, де 12 000 частіше стосується денної інтенсивності, але у країнах, що розвиваються, це обмеження потужності було вагомим аргументом для інвестування у лінії метро.
Поштовхом для зміни погляду на можливості швидкісного автобуса стало відкриття 2000 року у Боготі (Колумбія) системи TransMilenio. У ній вперше були впроваджені смуги обгону на кожній станції, що дало змогу відкрити експрес-маршрути на цій же лінії. Така інновація відразу підвищила пропускну спроможність системи до 30 000 PPHPD. Швидкісний трамвай, для порівняння, мав показники від 3500 (на загальних дорогах) до 19 000 PPHPD (на трамвайних лініях у різних рівнях):
|  | Після цього впровадження ... залишається мало аргументів для підтримки точки зору, що швидкісний трамвай може перевозити більше, ніш швидкісний автобус Оригінальний текст (англ.) From these findings … there is little evidence to support the view that [light rail] can carry more than busways. |

За певних умов рейковий транспорт все ж має перевагу, але ці умови досить специфічні. Щоб задовольнити їх потрібен коридор лише з одною смугою в кожному напрямку, пасажиропотік має бути в межах між 16 000 і 25 000 PPHPD і довгі перегони між станціями. Такі умови на практиці рідко зустрічаються.
Тому:
|  | ... будь-яка видима перевага швидкісного трамвая над швидкісним автобусом є швидше естетична чи політична, ніж технічна ... беручи до уваги межі потужності швидкісного автобуса, в США зараз немає такої ситуації, де б швидкісний трамвай мав би перевагу над швидкісним автобусом. Оригінальний текст (англ.) … any perceived advantages of [light rail] over BRT are primarily aesthetic and political rather than technical … due to the perceived capacity constraint of BRT there are currently no cases in the US where [light rail] should be favored over BRT. |

З цим погоджуються й інші аналітики:
|  | ... насправді поділ між автобусним та рейковим транспортом є політичним... істина в тому, що рейковий транспорт є більш привабливим для публіки. Тому платникам податків і тим, хто голосує за певний вид громадського транспорту, легше переварити мільярд доларів на рейковий транспорт, ніж чверть мільярда на автобусні лінії. Оригінальний текст (англ.) … The real divisions between bus and rail are political: For those who would fight for improved transit systems in their cities, the truth is that rail projects do certainly have more appeal among members of the public. Thus a billion-dollar rail project may be easier to stomach for a taxpaying and voting member of the citizenry than a quarter-billion BRT line. |

### Порівняння з традиційними автобусними маршрутами

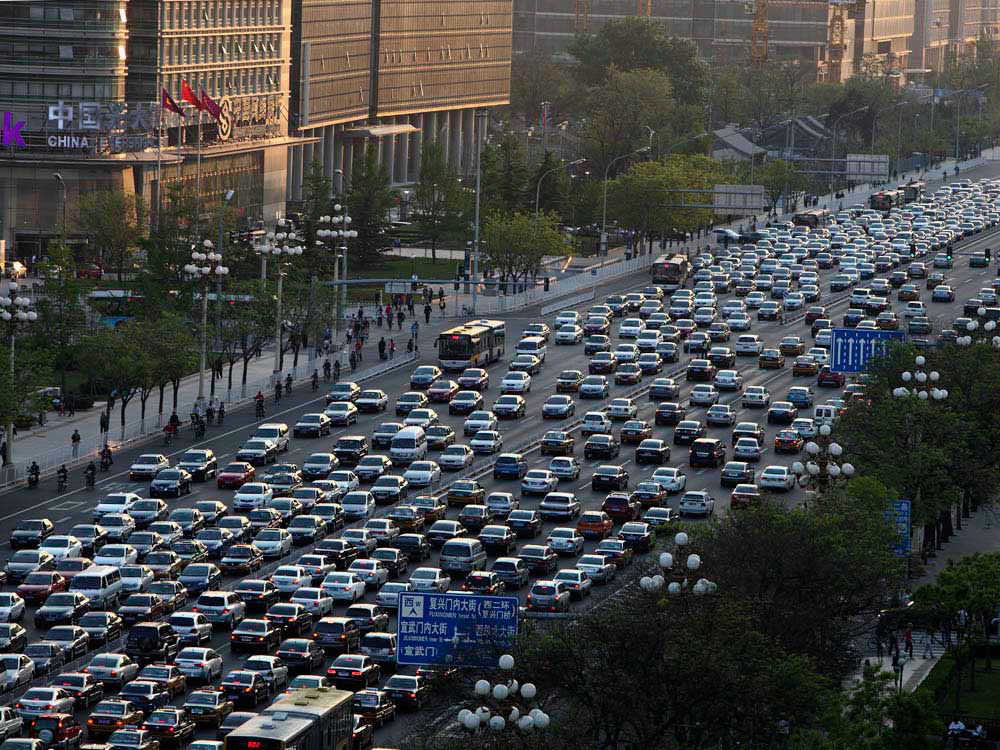
Традиційний автобусний сервіс затримується через затори на вулиці Чананьцзе в Пекіні

Традиційний регулярний автобусний сервіс використовує смуги загального призначення, рух на яких може бути дуже сповільнений через затори та довгі зупинки на посадку-висадку пасажирів.
2013 року адміністрація міста Нью-Йорку відмічала, що автобуси на 34-й вулиці, які на загальних та експрес-маршрутах провозили 33 000 PPHPD, їхали зі середньою швидкістю 7,2 км/год, лише трохи швидше, ніж прогулянкова ходьба. Навіть після впровадження  SBS (Нью-Йоркський варіант швидкісного автобуса), виділених смуг руху, камер контролю за транспортним потоком вздовж 34-ї вулиці, автобуси і далі рухалися зі швидкістю 7,2 км/год.
У 1960-х британський науковець Ройбен Смід передбачав, що середня швидкість у центрі Лондона буде 14 км/год, якщо не вводити пряму оплату за дороги. Його передбачення базувалися на теорії, що саме така швидкість є мінімальною, з якою ще миряться жителі міста. Коли у 2003 в Лондоні був введений протизаторний збір, середня швидкість траспортного потоку насправді підвищилася до 14 км/год, що було найвищим показником з початку 1970-х років. Для порівняння, типова середня швидкість BRT знаходиться в межах 27—48 км/год.

## Порівняння затрат

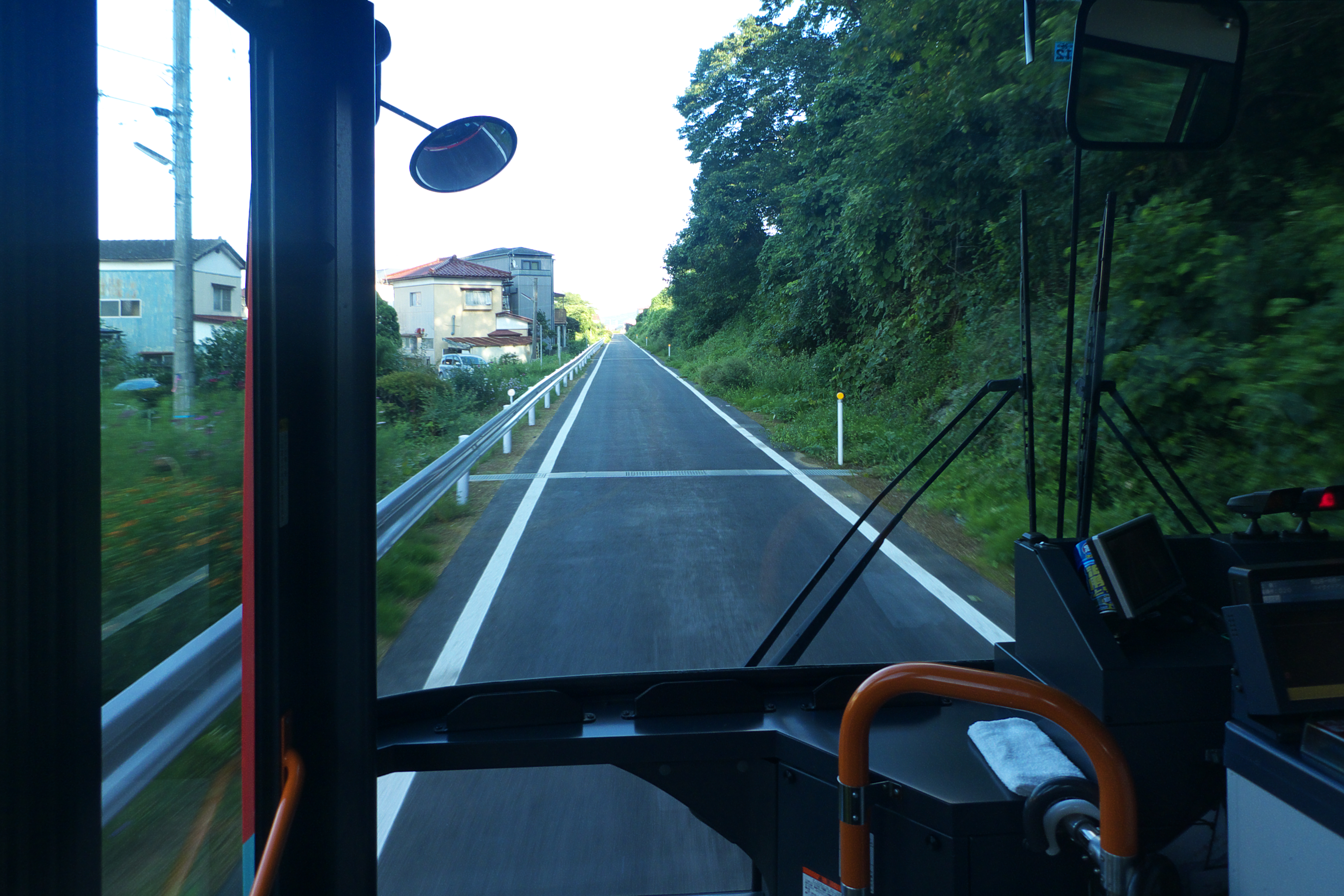
Залізнична лінія Kesennuma Line в Японії після землетрусу та цунамі у 2011 перетворена на швидкісний автобус

Капітальні вкладення у впровадження швидкісного автобуса нижчі, ніж для трамвая. Дослідження, проведене Рахунковою палатою США 2000 року показало, що середні вкладення на 1 км швидкісного автобуса складають 8,4 млн доларів, а для швидкісного трамвая — 21,6 млн. Загалом величина капіталовкладень сильно залежить від вартості дороги, штучних споруд, сигнальної системи, виду автобусів.
Затрати на утримання швидкісного автобуса загалом теж нижчі, хоча і сильно залежать від рівня оплати праці в різних країнах. При однакових пасажиропотоках вищі затрати на оплату праці в розвинених країнах роблять вигіднішою експлуатацію багатомісних (довгобазових або багатосекційних) автобусів, які рухаються з більшим інтервалом. Це дозволяє підтримувати необхідну провізну спроможність при меншій кількості водіїв. Побічним результатом цього є зростання «прихованих затрат» пасажирів, які змушені довше чекати на автобуси, особливо на не дуже інтенсивних лініях. Оплата роботи водіїв (включаючи різні види страхування та бенефіти) є найбільшою частиною витрат у транспортному бюджеті розвинутих країн. Тому кількість водіїв, які будуть потрібні на транспортному коридорі, може суттєво вплинути на вибір виду транспортної системи.

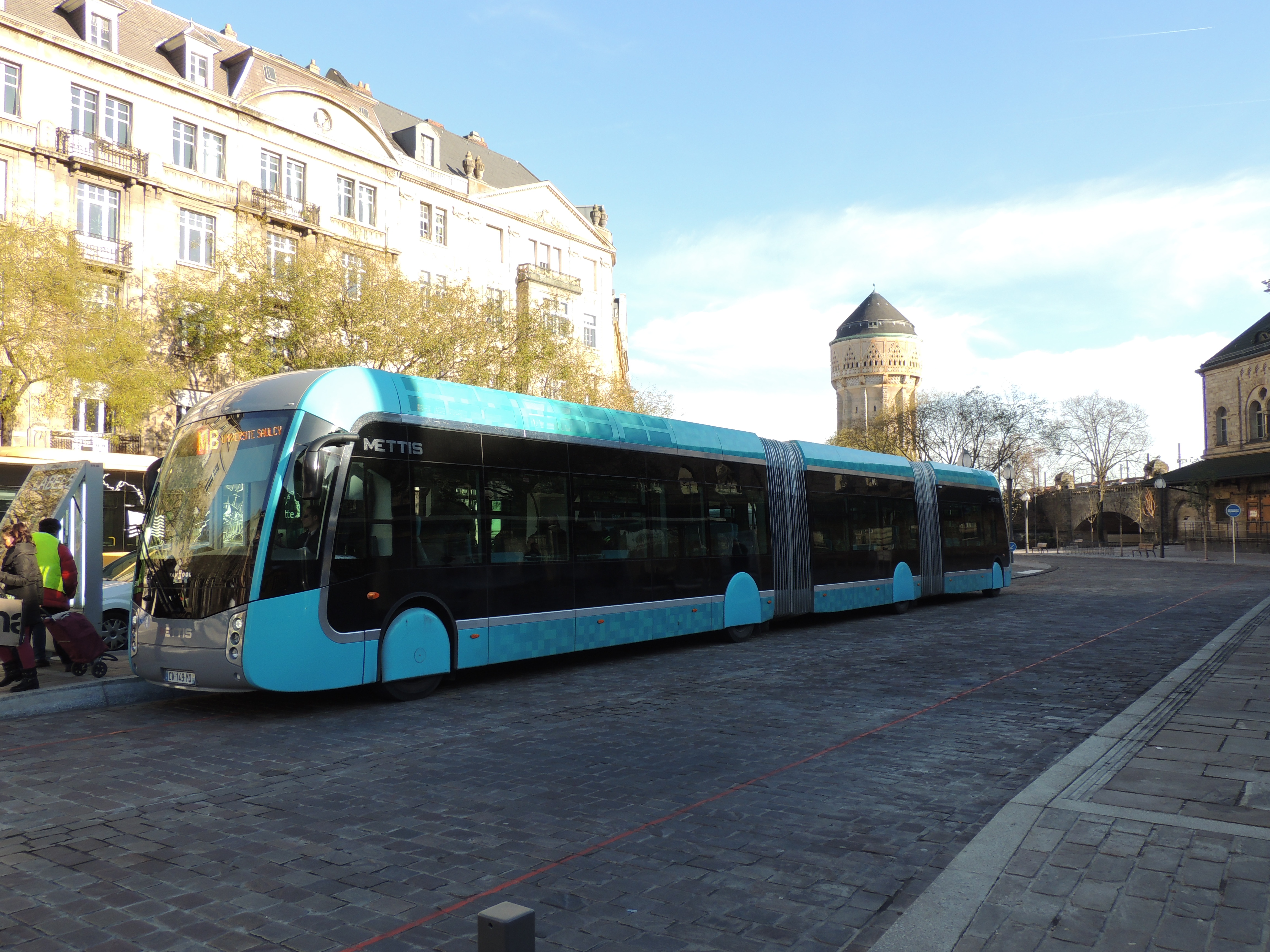
Багатосекційний гібридний (дизель-електричний) автобус Van Hool у місті Мец, Франція

Навпаки, у країнах, що розвиваються, через низький рівень оплати праці переваги швидкісного автобуса над трамваєм є вагомішими.

У дослідженнях, проведених Рахунковою палатою США, такі показники, як «затрати на автобусну годину», «затрати на пройдену милю» та «затрати на одну поїздку пасажира» є менші для швидкісного автобуса, головним чином через дешевший рухомий склад та дешевшу інфраструктуру. Початкові капіталовкладення в автобуси з дизельними двигунами також нижчі, ніж, наприклад, у тролейбусну систему.
Прихильники швидкісного трамвая заперечують, що витрати на автобусні лінії менші, ніж на рейковий транспорт. Для типового трамвая великої місткості затрати праці на одного пасажира можуть бути нижчі, ніж для автобуса. Навіть більше, термін експлуатації вагонів становить 40 років і більше, а автобуси доводиться замінювати менше, ніж за 20 років.
Швидкісний трамвай часто проходить під землею (принаймні частина його), що усуває проблему проїзду сигналізованих перехресть і збільшує швидкість перевезень. Підземні швидкісні автобуси будуються дуже рідко і є дорогими. Оскільки більшість автобусів мають двигуни внутрішнього згоряння, то вихлопні гази створюють серйозну проблему в тунелях. Втім, експлуатація гібридних автобусів може вирішити цю проблему, як, наприклад, в  Downtown Seattle Transit Tunnel де автобуси в тунелях працюють як тролейбуси. Інший приклад — гібридні автобуси, які можуть частину шляху рухатися на енергії акумуляторів.

## Критика
Популяризацією швидкісного автобуса займаються недержавні організації, як наприклад, Фонд Рокфеллера, Фонд Шелл, та Інститут Транспорту та Розвитку (ITDP), до групи консультантів якого входить, зокрема, колишній мер міста Богота (Колумбія) Енріке Пеньялоса (президент ITPD у 2009).
ITDP, маючи спонсором великих виробників автобусів (наприклад, Volvo), не лише встановлює стандарти швидкісного автобуса, але й активно лобіює у всьому світі цю систему як альтернативу рейковому транспорту.

### Проблеми довкілля
На противагу електропоїзду, що використовується у метро та швидкісному трамваї, автобуси найчастіше оснащені дизельними або бензиновими двигунами, які є головними чинниками забруднення повітря, шуму та вібрації у містах.
Однак, швидкісний автобус може значно зменшити навантаження на довкілля у порівнянні з приватними автомобілями. Впровадження цієї системи замінює частину нераціональної транспортної мережі на швидшу, ефективнішу і з меншими викидами у повітря. Наприклад, у Боготі колись курсувало 2700 звичайних автобусів, що перевозили 1,6 млн пасажирів у день. У 2013 TransMilenio перевезло 1,9 млн пасажирів, використовуючи лише 630 автобусів, тобто, четвертиною колишнього автопарку, з удвічі вищою швидкістю і з меншою шкодою для повітря.

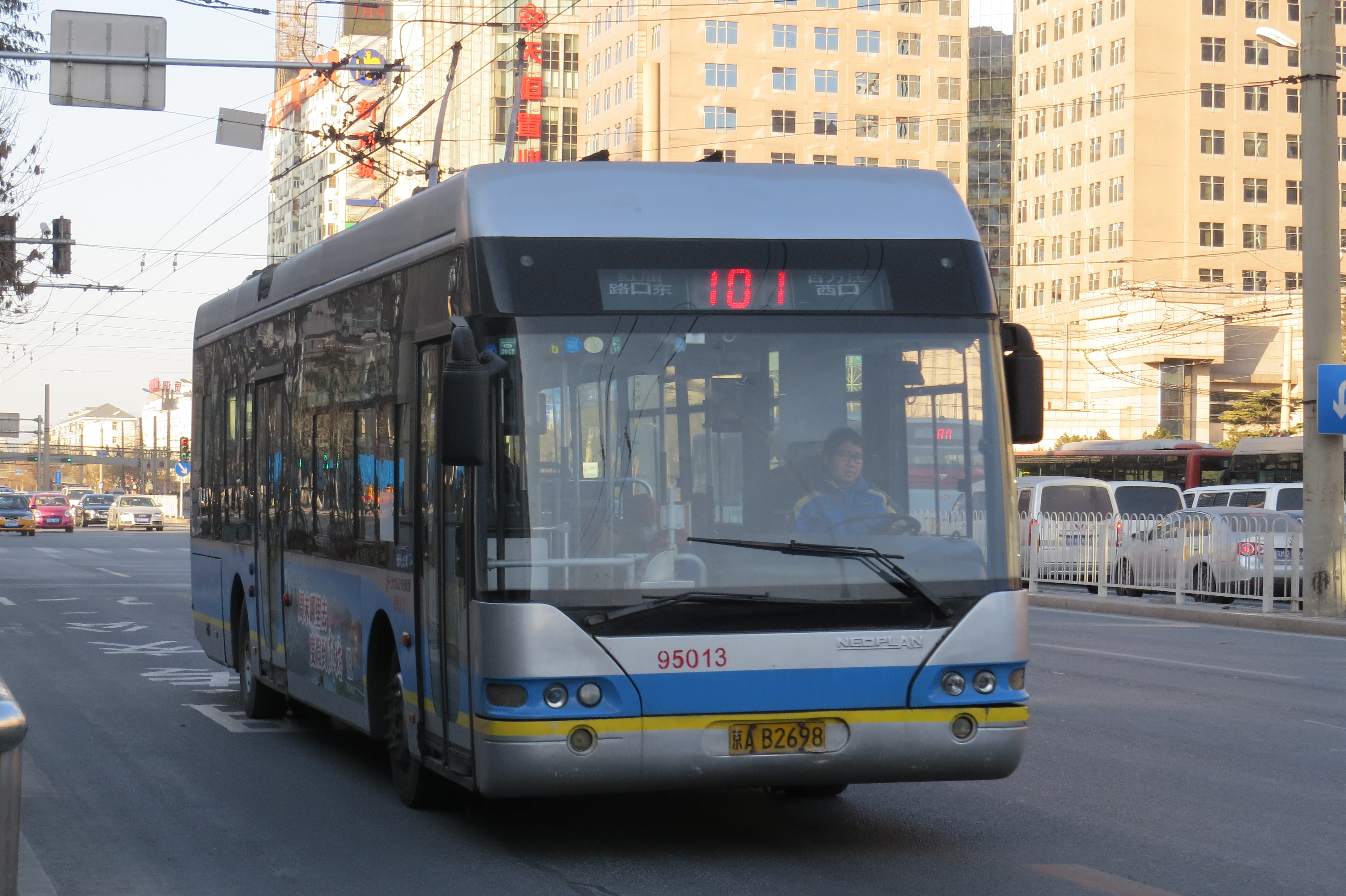
Тролейбус у Пекіні. Напис на асфальті — «Лише для автобусів»

Для зменшення навантаження на довкілля можуть використовуватися альтернативні види двигунів, наприклад, гібридні, або тролейбуси, як у Пекіні. Додаткові витрати на облаштування контактної мережі може компенсуватися екологічними вигодами і дешевизною електричної енергії у порівнянні з рідким пальним. У майбутньому контактна мережа може бути перероблена для стандартів швидкісного трамвая, зокрема силові підстанції, лінії підведення живлення. TransJakarta використовує автобуси на зрідженому природному газі. TransMilenio у Боготі з 2012 експлуатує гібридні автобуси з електродинамічним гальмуванням. При гальмуванні заряджаються акумуляторні батареї, енергія яких використовуються потім для розгону автобуса до 20 км/год, після чого автоматично запускається дизельний двигун. Використання електродвигунів для розгону автобуса значно зменшує витрату пального і шкідливі викиди.
Термін експлуатації автобусів є коротшим, ніж рейкового транспорту, що може зробити згодом експлуатацію швидкісного автобуса більш витратною.

### Невдалі проєкти
Критика швидкісного автобуса переважно полягає в тому, що система може не досягнути обіцяного рівня ефективності і швидкості обслуговування пасажирів. Невдалий проєкт у Делі та критична ситуація з TransMilenio породили сумніви у здатності системи ліквідувати транспортні затори, які нею ж були створені. Переповнені станції та автобуси не зможуть впоратися з постійно зростальним пасажиропотоком і потрібен буде перехід до потужнішого рейкового транспорту.
Незмінність системи теж викликає сумніви. Критики зауважують, що швидкісний автобус може використовуватися як привід для будівництва доріг, які потім будуть переведені у загальне користування. Як приклад наводиться досвід у Делі.
У Аспені (штат Колорадо, США) водії у 2017 лобіювали закон, що дозволяє вільний проїзд по дорогах швидкісного автобуса.
Подібний випадок і в Белфасті, де торгово-промислова палата закликала віддати дороги швидкісного автобуса у загальне користування «як експеримент».
У Бангкоку на початку 2017 скасували швидкісний автобус. Основна причина — фінансові збитки, викликані насамперед погіршенням сервісу, а також тим, що проїзд учнів та пенсіонерів був безплатний. Сервіс же погіршав насамперед через те, що багато автомобілів заїжджали на смуги, призначені для автобуса, і значно сповільнювали рух останніх. Зменшення швидкості сполучення повернуло багато пасажирів до традиційних автобусних маршрутів.
У Новому Орлеані (штат Луїзіана, США) відокремлені автобусні смуги існували з 1964 по 2004, після чого були перебудовані для трамваїв.
Наведені приклади нестабільності сервісу швидкісних автобусів робить їх менш привабливими для інвесторів, ніж рейковий транспорт.

#### TransMilenio
TransMilenio відмічався National Bus Rapid Transit Institute як «взірець швидкісного автобуса».
Він обслуговує пасажирів Боготи багатомісними двосекційними автобусами. На найзавантаженіших лініях курсують трисекційні автобуси. Оплата здійснюється смарт-картками. Впровадження системи зменшило час в дорозі на 32 %, смертність на автобусних маршрутах на 89 %, викиди оксиду вуглецю зменшилися на 300 тисяч тонн в рік, ціна на нерухомість поблизу транспортного коридору зросла на 6—17 %, навіть кількість пограбувань скоротилася вдвічі. І все ж, попри заявлену рекордну потужність, TransMilenio зіткнувся зі серйозною проблемою перевантаженості. Попри те, що проїзд коштував третину денного заробітку некваліфікованого робітника, автобуси та станції були настільки переповнені, що інколи пасажири не могли вийти з автобуса. Перші протести пасажирів проти низької якості сервісу відбулися у 2002, потім повторилися у 2008.
У 2012 обурення пасажирів вилилося у стихійне блокування автобусних ліній і вандалізм, в результаті якого було знищено або серйозно пошкоджено 5 станцій, було багато постраждалих і десятки заарештованих.

#### Delhi BRTS
Класичним повчальним прикладом невдалого проєктування, спорудження та експлуатації швидкісного автобуса є Delhi BRTS.
2008 року було відкрито першу лінію швидкісного автобуса — 5,8 км, заплановану на перевезення 12 000 пасажирів за годину. А 2016 року було прийняте рішення про закриття коридору і переведення всіх смуг руху в загальне користування.
Вже за 6 місяців після відкриття лінії, почалися проблеми з транспортними заторами. Ламалися автобуси, погано працювала сигнальна система. Через штовханину під час посадки-висадки різко зросла кількість нещасних випадків. Роззяви створювали натовпи на тротуарах, автомобілі і велорикші заїжджали на автобусні смуги. Навіть корови заходили на смуги і зупиняли весь рух, оскільки об'їхати їх там не було можливості. Втім, за офіційними звітами, загальний час на дорогу на даному маршруті вдалося скоротити на 40 %.
Строго кажучи, Delhi BRTS ніколи не було повноцінним швидкісним автобусом. Delhi BRTS мала лише початковий, нижчий рівень, згідно з класифікацією ITDP. Але навіть ці кілька елементів швидкісного автобуса були реалізовані погано. Основні проблеми системи:
- Було відділено заледве 6 км смуг — занадто мало, щоб це позначилося на транспортній ситуації. Заплановане розширення до 14,5 км та будівництво наступних 22 км доріг ніколи не були розпочаті.
- До платформ посадки-висадки пасажирам потрібно було пробиратися через дуже щільний потік автомобілів, затиснутий у дві смуги, що залишилися.
- Автобусні смуги руху були офіційно відкриті також для шкільних автобусів, а на короткий час навіть для велосипедів. Фактично ж ними користувалися багато інших водіїв. Поліція не змогла припинити недозволені заїзди на автобусні смуги. Дуже мало порушників штрафувалися.
- Не було проведено жодних інформаційно-ознайомчих заходів — як працює швидкісний автобус, правила поведінки, оплати проїзду, навігація по маршруту. Пішоходи ігнорували переходи і перебігали автобусні смуги будь-де.
- Вздовж коридору було встановлено 17 відеокамер, які постійно потребували ремонту, а вказівки з центру оперативного контролю не допомагали впоратися з транспортним потоком, а ще більше створювали хаос.

Широка антипропаганда в пресі призвела до закриття швидкісного автобуса в Делі.

#### Південна Африка
Два швидких автобуси — MyCiTi у Кейптауні та Rea Vaya у Йоганнесбурзі переживають фінансові труднощі. Основна причина невдач — нерівномірність заселення міст і мала щільність населення у передмістях. Для прибутковості коридорів необхідне постійне і високе завантаження автобусів. Це завантаження оцінюється коефіцієнтом IPK (англ. index of passenger per kilometer) — кількістю пасажирів, що заходить в автобус, на кілометр дороги. Світовий банк вважає, що транспортна система є життєздатна лише при IPK рівному 10 і вище, а Rea Vaya має індекс лише 2,0.
Втім, більшість швидких автобусів працюють з індексом значно нижчим за 10,0.